# Le Livre de la jungle (film, 1967)
Pour les articles homonymes, voir Le Livre de la jungle (homonymie).
Vous lisez un « article de qualité » labellisé en 2013.  Il fait partie d'un « thème de qualité ».
Série Classiques d'animation Disney
Merlin l'Enchanteur
(1963) Les Aristochats
(1970)
Série Le Livre de la jungle
Le Livre de la jungle 2
(2003)
Pour plus de détails, voir Fiche technique et Distribution.
Le Livre de la jungle (The Jungle Book) est le 24e long-métrage d'animation et le 19e « classique d'animation » des studios Disney. Sorti en 1967, il est inspiré du livre du même nom écrit par Rudyard Kipling (1894).
Le film présente le jeune Mowgli élevé par des loups dans une forêt indienne et qui, accompagné de la panthère noire Bagheera, doit retourner dans un village auprès des hommes pour échapper au tigre mangeur d'hommes et terreur de la jungle Shere Khan. Durant son voyage initiatique, Mowgli rencontre à tour de rôle l'ours bon vivant Baloo qui contraste avec Bagheera par son tempérament, une troupe militaire d'éléphants, un groupe de singes mené par son roi Louie qui voudrait devenir un homme ou encore le serpent hypnotiseur Kaa.
Le film est marqué par une qualité graphique élevée, mais surtout par l'utilisation d'acteurs vocaux célèbres ayant fortement influencé voire inspiré les personnages comme Phil Harris (Baloo), Louis Prima (Roi Louie) et George Sanders (Shere Khan). Pour plusieurs auteurs, la présence de fortes personnalités vocales et un scénario assez simple sans vrais méchants font du Livre de la jungle une succession de scènes musicales divertissantes, mais où il manque un petit quelque chose. Le film est aussi marqué par la mort de Walt Disney quelques mois avant sa sortie. Pour le studio Disney, l'ensemble marque le début d'une période désignée à la fois comme une forme de déclin, de léthargie, mais aussi de perpétuelle réutilisation d'une même formule, justement utilisée pour Le Livre de la jungle. Ce n'est que grâce à un programme de formation de nouveaux talents et une nouvelle direction au milieu des années 1980 que le studio Disney retrouve des productions égalant le « Premier Âge d'or ».
Malgré les critiques, Le Livre de la jungle est un succès commercial et sert de base à de nombreux produits dérivés. Deux séries d'animation dérivées ont suivi : Le Livre de la jungle, souvenirs d'enfance (1996-1998), qui raconte l'enfance des personnages, et Super Baloo (1990-1994), où Baloo travaille comme pilote d'avion. Une suite lui est également donnée en 2003 : Le Livre de la jungle 2. Un remake en prise de vues réelles, premier d'une série de films produits par Walt Disney Pictures à partir de ses propres « Classiques », sort en 1994 sous le même titre Le Livre de la jungle, ainsi qu'une préquelle intitulée The Jungle Book: Mowgli's Story en 1998.

## Synopsis
Un jour, la panthère noire Bagheera trouve un bébé abandonné dans un panier au fin fond de la jungle indienne. Bagheera s'empresse d'apporter le bébé à une louve qui vient d'avoir des petits et qui accepte de l'élever. Pendant dix ans, le « petit d'homme » baptisé Mowgli grandit paisiblement parmi ses frères louveteaux. Mais une nuit, la meute de loups apprend le retour dans la jungle du tigre mangeur d'hommes Shere Khan. Pour protéger Mowgli, le conseil de la meute décide de le renvoyer au village humain le plus proche, Bagheera acceptant de l'escorter. La panthère et l'enfant quittent les loups le soir même, mais l'enfant refuse de partir de la jungle. Le chemin restant à parcourir étant long, ils s'endorment dans un arbre pour le reste de la nuit. Durant leur sommeil, un python affamé, nommé Kaa surgit, hypnotise Mowgli et l'enserre dans ses anneaux. Le serpent tente de dévorer l'enfant mais Bagheera intervient et le sauve.
Le lendemain, les deux amis sont réveillés par un troupeau d'éléphants mené par le colonel Hathi. Mowgli s'insère dans la patrouille des éléphants à la suite de Winifred, la femme de Hathi, et de Junior, leur fils. Bagheera retrouve le petit d'homme et ils en viennent aux mots, au point qu'ils partent chacun de leur côté.
Mowgli rencontre alors un ours, Baloo, qui prend la vie comme elle vient. Cet épicurien promet de prendre soin de Mowgli et de ne pas l'emmener dans un village humain, ce qui réjouit l'enfant. Baloo est cependant trompé par une bande de singes rusés qui kidnappent Mowgli. Il est emmené auprès de leur chef, un orang-outan appelé le Roi Louie. Ce dernier, tout en dansant et chantant, propose un marché à l'enfant : si ce dernier consent à lui apprendre le secret du feu détenu par les hommes, il promet à Mowgli de le laisser rester dans la jungle. Mais comme le petit d'homme a été élevé par des loups et non des humains, il ne connait pas ce secret. Bagheera et Baloo se mêlent à la danse pour sauver Mowgli et s'ensuit un chaos qui s'achève avec la destruction du palais des singes.
La nuit venue, Bagheera explique à Baloo que la jungle ne sera jamais sûre pour Mowgli tant que Shere Khan sera présent. Au matin, Baloo tente à contrecœur de convaincre l'enfant que le village des hommes est le meilleur endroit pour lui, mais Mowgli l'accuse d'avoir rompu sa promesse et s'enfuit en courant. Baloo part à la recherche du petit d'homme tandis que la panthère se met en quête du colonel Hathi et de sa patrouille d'éléphants pour les aider dans leur recherche. Mais Shere Khan, qui a entendu la conversation entre Bagheera et Hathi, est décidé à chercher et tuer Mowgli. Entre-temps, l'enfant rencontre à nouveau le python Kaa qui l'hypnotise de nouveau, mais est interrompu par Shere Khan. Mowgli en profite pour nouer la queue du serpent et pour s'enfuir.
Une tempête approche tandis que Mowgli rencontre un groupe de vautours malicieux qui s’efforcent de lier amitié avec l'enfant, arguant qu'ils sont tous des bannis et que tout le monde doit avoir des amis. Shere Khan surgit, disperse les vautours et fait face à Mowgli. Baloo arrive alors, tente d'éloigner le tigre de l'enfant mais est blessé dans l'affrontement. Un éclair frappe un arbre proche qui s'enflamme. Les vautours essayent de distraire Shere Khan pendant que Mowgli ramasse une branche enflammée et l'attache à la queue du tigre. Terrifié par le feu, Shere Khan panique et s'enfuit.
Mowgli tente en vain de réveiller Baloo. Bagheera, arrivé sur les lieux, craint le pire, et prononce une épitaphe émouvante, au moment même où l'ours revient à lui, à la grande joie du petit d'homme.
Les trois amis finissent par arriver aux abords du village des hommes. L'attention de Mowgli se porte sur une jeune fille du village, venue prendre de l'eau dans la rivière. Elle aperçoit Mowgli, et fait tomber sa jarre pour attirer son attention. Il la ramasse, la rapporte à la jeune fille, et suit cette dernière dans le village. Bagheera et Baloo se félicitent que l'enfant ait choisi de rester en sécurité avec les hommes. Ils décident de repartir dans la jungle, contents que Mowgli ait la possibilité d'être heureux parmi les siens, tel un enfant sauvage néanmoins.

## Fiche technique
- Titre original : The Jungle Book
- Titre français : Le Livre de la jungle
- Réalisation : Wolfgang Reitherman
- Scénario : Larry Clemmons, Ralph Wright, Vance Gerry et Ken Anderson d'après les romans de Rudyard Kipling
- Montage : Tom Acosta et Norman Carlisle
- Conception graphique :
  - Cadrage (Layout) : Don Griffith, Basil Davidovich, Tom Codrick, Sylvia Roemer et Dale Barnhart
  - Décors : Al Dempster, assisté de Bill Layne, Ralph Hulett, Art Riley, Thelma Witmer et Frank Armitage
- Animation :
  - Supervision : Milt Kahl, Ollie Johnston, Frank Thomas et John Lounsbery
  - Animation des personnages : Hal King, Eric Cleworth, Eric Larson, Fred Hellmich, Walt Stanchfield, John Ewing (né en 1928) et Dick Lucas
  - Assistant animateur : Burny Mattinson
  - Effets spéciaux : Dan MacManus
- Son : Robert O. Cook (supervision)
- Musique : George Bruns
  - Orchestrations : Walter Sheets
  - Montage sonore : Evelyn Kennedy
  - Chansons : Terry Gilkyson (The Bare Necessities), Richard M. Sherman et Robert B. Sherman (I Wanna Be Like You, Trust in me, My Own Home, That's What Friends Are For, Colonel Hathi's March)
- Production : Don Duckwall (direction de production)
- Société de production : Walt Disney Pictures
- Société de distribution : Buena Vista Pictures Distribution
- Budget: env. 20 millions USD
- Pays d'origine :  États-Unis
- Langue originale : anglais
- Format : 
  - Couleurs (Technicolor) - 35 mm - 1,37:1 - son mono (RCA Sound System)
  - 1,85:1 - son Dolby Stéréo 4 pistes (ressortie de 1993)
- Durée : 78 minutes
- Dates de sortie :
  - États-Unis : 18 octobre 1967
  - France : 4 décembre 1968

Sauf mention contraire, les informations proviennent des sources suivantes : Leonard Maltin, John Grant, Pierre Lambert et IMDb.

## Distribution

### Voix originales
- Bruce Reitherman : Mowgli
- Phil Harris : Baloo
- Sebastian Cabot : Bagheera
- Louis Prima : Roi Louie
- George Sanders : Shere Khan
- Sterling Holloway : Kaa
- J. Pat O'Malley : Colonel Hathi / Buzzie
- Verna Felton : Winifred
- Clint Howard : Junior
- Chad Stuart : Flaps
- Lord Tim Hudson : Dizzy
- Digby Wolfe : Ziggy (non crédité)
- John Abbott : loup Akela
- Ben Wright : loup Rama
- Darleen Carr : la jeune fille Shanti
- Hal Smith : un singe et l'éléphant flemmard
- Pete Henderson : un singe
- Leo de Lyon : Flunkey
- Bill Skiles : un singe

Sauf mention contraire, les informations proviennent des sources suivantes : Leonard Maltin et John Grant.

### Voix françaises
- Pascal Bressy : Mowgli
- Claude Bertrand : Baloo
- Jean Stout : Baloo (chant)
- René Arrieu : Bagheera
- José Germain : Bagheera (chant)
- José Bartel : Roi Louie
- Jean Martinelli : Colonel Hathi / Shere Khan
- Pierre Marret : Colonel Hathi (chant)
- Roger Carel : Kaa
- Germaine Kerjean : Winifred
- Gaston Guez : Junior
- Jacques Hilling : Buzzie
- Léonce Corne : Flaps
- Maurice Nasil : Ziggy
- Jacques Balutin : Dizzy
- Henry Djanik : Akéla
- Jacques Degor : Rama
- Lucie Dolène : Shanti
- Claire Guyot : Shanti (Redoublage partiel, 1997)[5]
- Henri Charrett : 1er singe
- René Hiéronimus : 2e singe
- Paul Bisciglia : 3e singe

Version française
- Société de doublage : Société parisienne de sonorisation (SPS)
- Direction artistique : Henri Allegrier-Ebstein
- Direction musicale : Georges Tzipine et Jean Cussac
- Adaptation des dialogues : Louis Sauvat
- Adaptation des chansons : Christian Jollet
- Supervision : W.J. Hardouin

Sources : Carton DVD et Pierre Lambert.

## Distinctions

### Nominations
- Oscars 1968 : Meilleure chanson originale pour The Bare Necessities (Terry Gilkyson)
- Laurel Awards 1968 : 5e place
- Goldene Leinwand 1988

## Sorties cinéma
Sauf mention contraire, les informations suivantes sont issues de l'Internet Movie Database.

### Premières nationales
- États-Unis : 18 octobre 1967 (première à Los Angeles)
- Argentine : 7 décembre 1967
- Hong Kong : 16 mai 1968
- Japon : 6 août 1968
- Irlande : 18 novembre 1968
- Royaume-Uni : 18 novembre 1968
- France : 4 décembre 1968
- Italie : 6 décembre 1968
- Suède : 9 décembre 1968
- Allemagne de l'Ouest : 13 décembre 1968
- Espagne : 16 décembre 1968
- Finlande : 20 décembre 1968
- Danemark : 26 décembre 1968 (en anglais), 26 décembre 1968
- Norvège : 26 décembre 1968
- Australie : 19 décembre 1968
- Pays-Bas : 19 décembre 1968
- Autriche : 20 décembre 1968
- Finlande : 20 décembre 1968
- Brésil : 26 décembre 1968
- Norvège : 26 décembre 1968
- Hongrie : 24 mai 1979
- Koweït : 21 décembre 2007

### Ressorties principales
- Italie : 17 décembre 1976, 23 décembre 1983
- Japon : 9 juillet 1977
- Finlande : 16 décembre 1977
- États-Unis : 9 juin 1978, 27 juillet 1984, 13 juillet 1990
- France : 28 novembre 1979, 16 mars 1988, 31 mars 1993
- Allemagne de l'ouest : 7 décembre 1979, 3 décembre 1987
- Pays-Bas : 20 décembre 1979
- Australie : 28 août 1980, 23 août 1986, 8 avril 1993
- Royaume-Uni : 20 octobre 1983, 26 mars 1993
- Suède	: 11 décembre 1987
- Irlande : 29 juillet 1988
- Allemagne : 25 mars 1993, 14 décembre 2000
- Norvège : 4 mai 2000
- Autriche : 15 décembre 2000

## Sorties vidéo
- 3 mai 1991 - VHS avec recadrage 4/3 (Québec)
- 23 août 1993 (France) - VHS avec recadrage 4/3
- 26 novembre 1993 - VHS (Plein écran) avec recadrage 4/3 et LaserDisc avec format 1,66:1.
- 14 octobre 1997 - VHS  avec recadrage 4/3
- 7 décembre 1999 - VHS et DVD (zone 1) avec recadrage 4/3
- 12 avril 2000 - DVD (zone 2)  avec recadrage 4/3
- 2 octobre 2007 - DVD Platinium
- 21 août 2013 - Blu-ray avec nouvelle restauration audio (7.1 mêmes interprètes) et vidéo HD ratio 1,78:1

## Origine et production

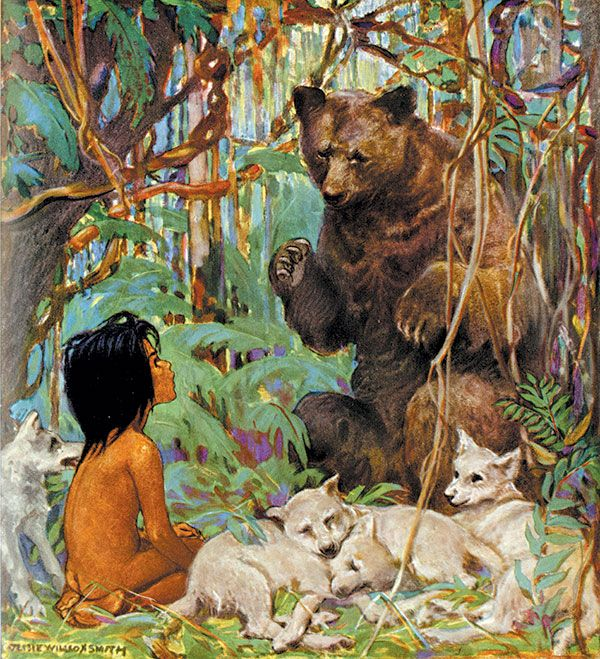
Illustration de Jessie Willcox Smith pour Le Livre de la jungle de Rudyard Kipling, 1923.

Après la sortie de Merlin l'Enchanteur (1963), le scénariste Bill Peet demande à Walt Disney que le département animation fasse des personnages animaliers plus intéressants et propose d'adapter Le Livre de la jungle (1894) de Rudyard Kipling,. Disney avait déjà envisagé d'utiliser les histoires de Kipling à la fin des années 1930. Le mauvais résultat de Merlin l'Enchanteur le pousse à offrir à ses animateurs une seconde chance. Disney accepte la proposition et, pour la seconde fois consécutive, d'adapter un succès de la littérature enfantine,.

### Un premier scénario trop sombre
Walt Disney confie à Peet le soin d'adapter le scénario et d'entamer la supervision du film comme il l'a fait pour les précédentes productions (Les 101 Dalmatiens et Merlin l'Enchanteur). Selon Bob Thomas, ce dernier film étant simplement décevant, Walt Disney s'investit donc un peu plus au regard des comptes rendus de réunions de développement. Roy Edward Disney, neveu de Walt, explique que son oncle a certainement été pris par la jungle et les personnages qui y vivent.
Peet prend comme base les deux tomes des histoires écrites par Kipling. Le studio fait toutefois l'acquisition en 1962 des droits d’adaptation des treize histoires contenues dans ces deux tomes mais se concentre uniquement sur celles avec Mowgli,. Peet décide de suivre au plus près le ton sinistre, sombre et dramatique du livre de Kipling qui a pour sujet les luttes entre humains et animaux. Toutefois, il décide d'avoir une ligne directrice plus simple et plus forte car le roman est très épisodique, Mowgli faisant des allers et retours entre la jungle et le village. Peet pense que le retour au village doit être à la fin du film et, à la suite de suggestions qui lui sont faites, il crée deux nouveaux personnages : la jeune fille nommée Shanti dont Mowgli tombe amoureux, seule raison valable selon les animateurs pour qu'il quitte la jungle, et l'orang-outan, le roi des singes, le Roi Louie. Louie est, dans cette version, un personnage peu comique car il emprisonne Mowgli pour accaparer la connaissance du feu. Louie rappelle aussi un point de scénario repris du Second livre de la jungle dans lequel des bijoux et de l'or seraient cachés sous les ruines et où un villageois braconnier demande à Mowgli de le conduire pour y dérober les trésors,. Dans le premier scénario, le braconnier Buldeo ordonne à Mowgli de le conduire au palais du Roi Louie pour y dérober le trésor mais celui-ci se fait tuer par Shere Khan, Mowgli finit par tuer le tigre avec le fusil du braconnier. Peet intègre aussi les personnages du chasseur Buldeo et du busard Ishtar. Il travaille huit mois sur le scénario et illustre une douzaine de storyboards.
Disney n'est pas convaincu par cette adaptation, la trouvant trop sombre pour un public familial et demande plusieurs changements. Elle est « trop proche de l'œuvre de Kipling, morose, déprimante, effrayante, mystérieuse avec plein de vilaines choses arrivant à un enfant ». De plus, Peet et Disney ne sont pas d'accord sur la voix de Bagheera. Peet refuse de changer son scénario et, après un long entretien avec Disney, il quitte le studio en janvier 1964 durant la production du film,,. Son départ est aussi motivé par le succès de ses publications jeunesse en dehors du studio Disney, information connue par Walt.
En parallèle des travaux de Peet, Walt Disney confie la composition de la musique à Terry Gilkyson,. À la demande de Walt Disney, Gilkyson reprend le style musical de Bambi (1942) qui soutient un style graphique proche, réaliste. La première chanson, prévue pour le générique, s'intitulait Brothers All et comprenait Mowgli et des loups. La seconde, The Song of the Seeonee, proposait un quartet de barbiers avec des loups ponctué de ululements. Une troisième chanson devait soutenir la scène après la capture de Mowgli par les singes, intitulée Monkey See, Monkey Do dans un style d'opérette proche de Gilbert et Sullivan. Elle devait être suivie par une musique plus solennelle, Hate Song, durant laquelle Shere Khan et le personnage supprimé de Buldeo évoquaient leurs plans maléfiques. Une chanson plus douce interprétée par Bagheera et Baloo, In a Day's Work, servait à expliquer à Mowgli que même le petit oisillon doit attraper des vers pour son repas. Le film s'achevait par une chanson sentimentale, I Knew I Belonged to Her, durant laquelle Mowgli chantait à Bagheera le souvenir du village de sa mère.

### Nouvelle approche pour le scénario
Après le départ de Peet, Walt Disney assigne alors Larry Clemmons au scénario en lui tendant un exemplaire du Livre de la jungle de Kipling mais en lui demandant de ne pas le lire,, et confie la partie graphique à Ken Anderson. Clemmons consulte quand même le livre et le trouve trop haché, sans jointure, demandant une adaptation pour en faire un film. Il préconise d'utiliser la technique narrative in medias res avec des retours en arrière, mais Walt lui demande de se recentrer sur une histoire plus directe en présentant les personnages : « Faisons vivre le film. Construisons les personnages. Amusons-nous avec eux. » La majeure partie du travail de Peet est perdue, mais les personnalités des personnages sont restées dans le film final. Walt Disney est persuadé que l'histoire se doit d'être simple et que les personnages conduisent l'histoire. Disney participe alors activement aux réunions de scénario, jouant chaque rôle, aidant à explorer les émotions de chaque personnage, aidant à la création d'effets comiques et au développement des séquences à émotion. Clemmons écrit un scénario brut avec simplement quelques scènes plus détaillées.

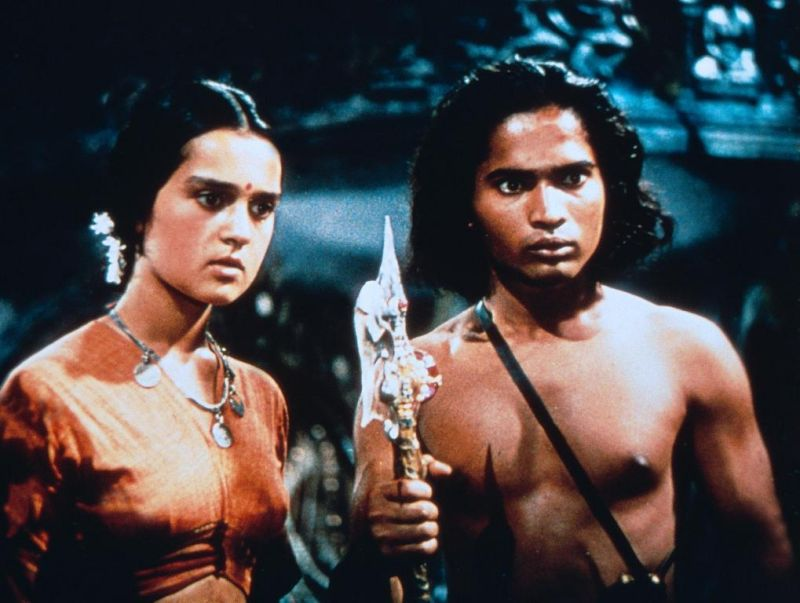
Patricia O'Rourke et Sabu, dans Le Livre de la jungle (1942).

Finalement, quatre scénaristes ont été assignés au développement du film. Trois rejoignent Clemmons et entament le travail de compléter les scènes, ajoutant les gags,. Ils ajoutent aussi des indications pour aider les acteurs à modeler la voix de leur personnage et comment ils interagissent. La conception du scénario s'étale du 29 avril 1963 au 22 septembre 1966, d'après les comptes-rendus de réunions stockés aux Walt Disney Archives. L'histoire finale est centrée sur les personnages de Kipling mais élimine la plupart des situations et faits présents dans l'adaptation Le Livre de la jungle de 1942 avec Sabu en Mowgli. Toutefois durant l'été 1966, Walt Disney n'est pas satisfait de la production, il trouve que l'histoire est trop épisodique et n'a pas d'échine, 
que le public ne parviendra pas à s'identifier à Mowgli, que le méchant fait trop cliché mais que les acteurs peuvent sauver le film.

### Mort de Walt Disney et poursuite du projet
Walt Disney participe à ce film bien plus qu'aux précédentes productions, choisissant les acteurs donnant leur voix aux personnages ou incarnant les personnages lors des réunions de travail, comme il le faisait quelques années auparavant. Pour rappel, la production de La Belle au bois dormant (1959) entamée en 1952 est émaillée d'absences de Walt Disney accaparé par plusieurs projets dont le parc Disneyland, et de la production de plusieurs émissions télévisuelles comme Disneyland, The Mickey Mouse Club et la série Zorro (Cf. le paragraphe dédié). De même Rebecca et Samuel Umland constatent que Bob Thomas passe sous silence la participation de Walt à Merlin l'Enchanteur et David Koenig écrit qu'il n'était guère enthousiaste vis-à-vis de ce projet. Walt Disney déclare ainsi lors d'une de ces réunions qu'il est l'inventeur de gags le moins bien payé du studio. En septembre 1966, il regarde les derniers rushs du Livre de la jungle et se demande si un tigre peut grimper aux arbres. Il demande aussi à Harry Tytle de réduire les dépenses du département animation. La dernière réunion pour le film a lieu mi-octobre 1966 et concerne la scène finale avec la jeune fille. À la fin de l'année 1966, l'animation est en cours d'achèvement mais Walt Disney ne verra jamais le film terminé.
À l'automne 1966, un bilan médical établit que Walt Disney souffre d'un cancer du poumon à un stade avancé. Il subit l'ablation d'un de ses poumons mais meurt six semaines plus tard au Saint Joseph's Hospital situé juste de l'autre côté de la Buena Vista Street, la rue séparant l'hôpital des Studios Disney.
L'équipe du studio responsable du Livre de la jungle doit achever le film. Malgré la douleur de la perte de Walt Disney, l'équipe est fière de cette production. Le scénario prend des libertés avec l'histoire originale de Kipling mais le résultat justifie, selon Christopher Finch, ces libertés.

### Animation
La conception des personnages est principalement confiée à Ken Anderson qui développe un style plus brisé que les animaux plus ronds de Dumbo (1941). Il fut envoyé en Afrique avec quelques collègues pour esquisser des éléphants. Le Livre de la jungle est le premier long métrage de Disney qui utilise fortement des animaux non domestiqués. Il fait suite à Bambi (1942), situé dans l'Amérique sauvage et dont le succès avait inspiré une série de documentaires animaliers, les True-Life Adventures, ainsi que de nombreuses productions de fiction sur des animaux. L'animateur Milt Kahl se base sur des productions Disney pour reproduire au mieux les mouvements des félins Bagheera et Shere Khan, comme Les Pas du tigre (1964) ou le documentaire Le Jaguar, seigneur de l'Amazone (1959) de la série True-Life Adventures. Pour le Roi Louie, le studio utilise des graphiques de comparaison anatomiques et des documentaires sur les orang-outans. C'est Frank Thomas et Ollie Johnston qui se chargent du duo Baloo-Mowgli, réalisant ainsi l'exploit d'animer près de la moitié du film. Johnston anime aussi les scènes avec Bagheera. Pour Baloo, le studio utilise de plus des extraits de films avec des ours d'où sa propension à se gratter. Pour Kaa en raison de son absence de lèvres et de mains, l'effort d'animation est recentré sur ses yeux, très expressifs mais aussi sur le reste du corps.
Le Livre de la jungle est le premier long métrage de Disney ayant pour décor un environnement tropical. Supervisé par Albert Dempster, le studio utilise l'ensemble de ses techniques pour les décors, que ce soit des nuances de couleurs renforçant la désolation lorsque Mowgli rencontre les vautours, des fonds simples et apaisant sans conflit avec les personnages ou l’atmosphère quand Bagheera discute avec Mowgli la nuit, ou la caméra multiplane pour la profondeur des décors. Graphiquement, le style de Dempster est classique et convient à l'esprit du Livre de la Jungle et à l'instar d'Eyvind Earle sur La Belle au Bois dormant. Dempster a réalisé la plus grande partie des 700 décors du film. Certains décors comme la jungle éclairée par la lune rappellent la palette de couleurs de Paul Gauguin, le style de Gustave Doré ou du Douanier Rousseau,.
La production du film est confrontée, comme souvent au cinéma, à des problèmes de mise en scène. L'un des premiers problèmes étant que le spectateur doit éprouver de la sympathie envers Mowgli et cela en passant au travers de scènes avec d'autres personnages. Baloo est choisi comme premier partenaire pour tester leur relation, mais cette première version comportant déjà la voix d'un acteur était trop « vieille école », semblable aux précédents ours de Disney. La production décide de revoir sa copie et d'en faire un Ed Wynn, mêlant autorité et comique. C'est ensuite que Walt propose Phil Harris pour Baloo.
Mowgli doit exprimer son désespoir après avoir cru être trompé par Baloo, puis courir dans la jungle mais pas trop vite. Malheureusement, il n'est pas facile de rendre compte de ce sentiment. La solution est trouvée par un des animateurs chargés de la scène qui s'est remémoré un film d'action où un jeune enfant court vers un fourré et écarte une branche. Ce geste permet de s'attarder sur les expressions faciales de Mowgli et permet de bien montrer ses sentiments. Cette scène est devenue un mystère qui explique bien le long chemin avant le film final. Lors des esquisses, l'animation est simple, les animateurs d'effets spéciaux, dans ce cas précis des intervallistes, conservent le même niveau de détail mais ils agrandissent les feuilles et ajoutent quelques branches pour respecter un nouveau schéma graphique, puis l'artiste de cadrage réagit en pensant à une jungle dense, ajoutant et grossissant les branches et feuilles, enfin le décorateur voyant les dessins de ses confrères pour la scène a ajouté des broussailles pour densifier la forêt. Finalement, le jeune Mowgli traverse une jungle dense sans encombre et l'action est totalement transformée.
Pour la marche des éléphants, l'animation en partie réalisée par Eric Cleworth est conçue comme un cycle répétitif de sorte qu'au début du cycle suivant, l'image est diminuée pour créer la perspective et l'éloignement. Bill Peet crée le personnage d'Ishtar le busard, un vautour fauve, afin de résoudre le problème de la collecte d'information dans la jungle sur les carnassiers, tigres, panthères et loups. Les vautours étant des charognards, ces personnages peuvent servir de lien entre prédateur et proie à la fois pour communiquer et les localiser. Mais il préfère stopper cette piste pour développer la relation entre Bagheera et Mowgli. Pour exprimer les relations entre les différentes personnes, Johnston et Thomas expliquent dans leur bible de l'animation qu'elles n'apparaissent qu'après les avoir construites sur une scène clef ou souvent sur plusieurs scènes grâce à des actions, des expressions et des émotions.

### Musique
Au début du projet, Walt Disney confie la composition de la musique à Terry Gilkyson, mais elle est jugée trop sinistre pour le film,. La seule chanson de Gilkyson conservée dans la version finale est Il en faut peu pour être heureux tandis que Disney demande aux frères Sherman d'écrire de nouvelles chansons,. Les Sherman connaissent le livre original et l'adaptation Le Livre de la jungle de 1942, mais Walt Disney leur conseille d'oublier ces versions assez sombres pour des choses plus joyeuses, plus légères, avec la touche Disney,. Il les convie aussi aux sessions de développement du scénario afin que les chansons participent à l'action sans l'interrompre.
La première des cinq chansons écrites par les frères Sherman doit soutenir la scène du kidnapping de Mowgli par les singes et, à la demande de Walt Disney, de « Disneyifier » la musique ; les deux compositeurs la transforment en une version swing avec un roi du Swing et une bande de singes digne d'un Dixieland. George Bruns se voit confier la musique instrumentale et réutilise deux chansons de productions précédentes : un thème de La Belle au bois dormant (1959) composé par Bruns pour le réveil de Mowgli après avoir échappé aux singes et un extrait à l'orgue de Blanche-Neige et les Sept Nains composé par Paul J. Smith pour l'eulogie de Bagheera pensant que Baloo a été tué par Shere Khan.
Pour la scène de Baloo expliquant sa philosophie, l'ours ressent à un moment le besoin de se gratter et atteint une forme d'extase en se frottant à un palmier. Wolfgang Reitherman souhaite ajouter de la musique pour soutenir la scène et engage quatre musiciens dont le trompettiste Cappy Lewis. Reitherman lui demande de reproduire la frénésie de Baloo en musique, ce qu'il parvient avec une improvisation qui plaît tellement à la production qu'elle décide de l'ajouter à la fin du film dans le générique « pour que le public parte de bonne humeur ». L'assistant réalisateur Danny Alguire fait retranscrire la prestation note par note et Bruns l’intègre à la partition. Lors de l'enregistrement final, Cappy Lewis en lisant la partition de sa propre improvisation déclare que « personne ne peut jouer cela », mais y parvient finalement.

#### Bande originale
En dehors de la chanson Il en faut peu pour être heureux, écrite par Terry Gilkyson, toutes les autres chansons ont été composées par les frères Sherman.
- La Patrouille des éléphants (Colonel Hathi's March) - Colonel Hathi et les éléphants
- Il en faut peu pour être heureux (The Bare Necessities) - Baloo et Mowgli
- Être un homme comme vous (I Wanna Be Like You) - Roi Louie, Baloo et les Singes
- Il en faut peu pour être heureux - Mowgli
- La Marche des éléphants (reprise) - Colonel Hathi et les éléphants
- Aie confiance (Trust In Me) - Kaa
- C'est ça l'amitié (That's What Friends Are For) - Les Vautours, Mowgli et Shere Khan
- Ma maison sous le chaume (My Own Home) - Shanti
- Il en faut peu pour être heureux (reprise finale) - Baloo et Bagheera

En raison des multiples éditions, les autres bandes originales sont présentées dans la section sur les produits dérivés.

### Les personnages

#### Choix des interprètes
Dans la tradition Disney, les animaux présentés du point de vue humain doivent être réalistes, c'est le cas de La Belle et le Clochard (1955), Les 101 Dalmatiens (1961) et du Livre de la jungle. Toutefois, les personnages du Livre de la jungle doivent beaucoup aux acteurs qui leur prêtent leurs voix. Le studio tente de recruter des étudiants indiens pour avoir un accent plus local mais sans résultat. C'est principalement à partir des voix originales que les personnalités des personnages sont façonnées. Leonard Maltin, ainsi que Thomas et Johnston évoquent une difficulté pour le public adulte de faire abstraction des acteurs,. Avant Le Livre de la jungle, il est rare qu'un acteur donne sa personnalité à un personnage, c'est le cas ici avec Phil Harris (Baloo), Louis Prima (Roi Louie) et George Sanders (Shere Khan).
Harris est choisi par Walt Disney pour donner sa voix à l'ours Baloo après l'avoir entendu lors d'un gala caritatif à Palm Springs. Les animateurs sont surpris par ce choix, Harris étant plus connu dans le monde des clubs de nuit que pour la jungle. Harris enregistre un dialogue, en grande partie improvisé car il considère le script comme peu naturel. À la fin de la session, il demande une copie de l'enregistrement pour que sa femme Alice Faye et ses amis puissent le croire. Les animateurs réalisent alors 35 ou 40 pieds de film avec Mowgli et Baloo puis ce test est visualisé par Walt Disney. Ce dernier accepte et valide l'utilisation de cet ours Baloo dans le film tandis que Phil Harris est convié à une seconde session d'enregistrement. Le développement du personnage de Baloo avec Phil Harris permet de résoudre les problèmes rencontrés avec Bagheera, comme le manque d'émotion avec Mowgli, et de poursuivre la production.
Confiant avec la bonne prestation de Harris, Jimmy Johnson, président de Disneyland Records, propose que Louis Prima prête sa voix au Roi Louie. Harris contacte Prima pour une audition. Enthousiaste, ce dernier se fait accompagner à ses frais par son orchestre. Walt accepte Prima et choisit d'autres acteurs célèbres pour les personnages comme George Sanders pour Shere Khan et Sebastian Cabot pour Bagheera.

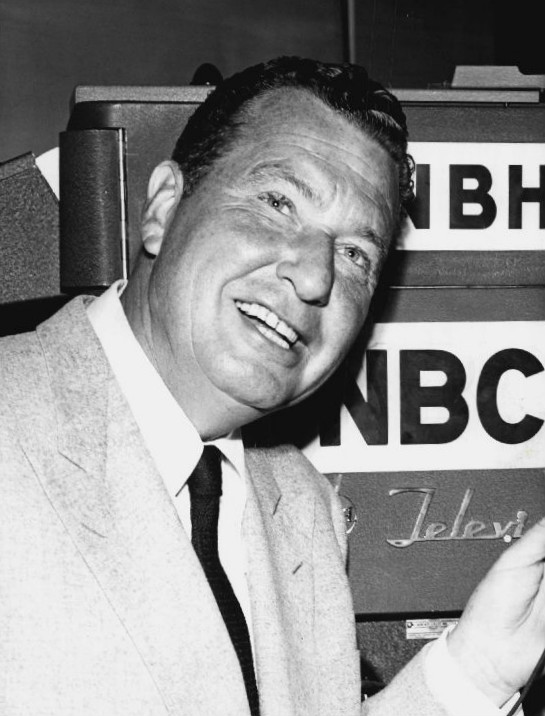
Phil Harris en 1956.
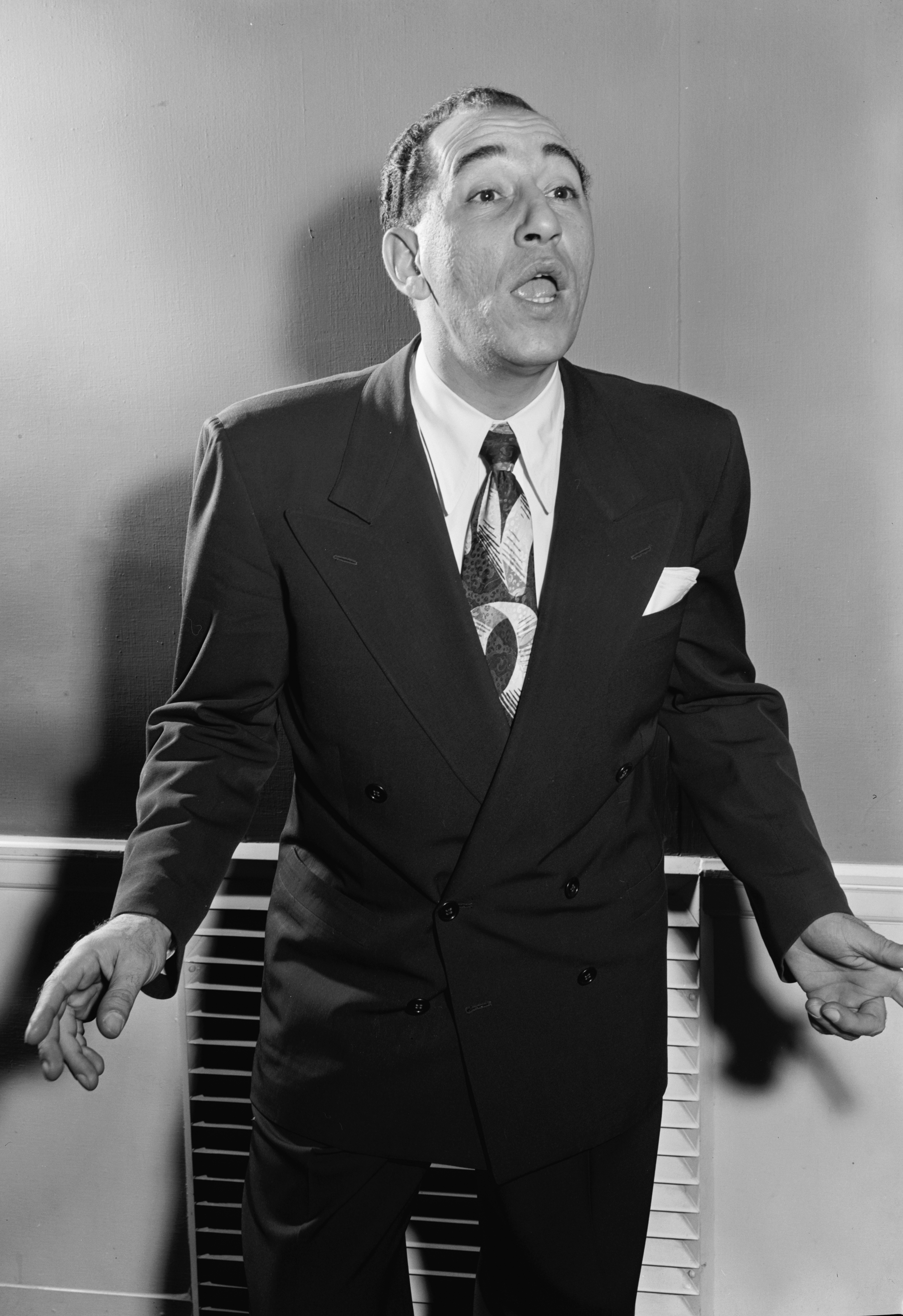
Louis Prima en juin 1947.
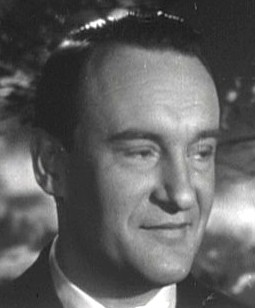
George Sanders au générique de L'Aventure de madame Muir (1947).
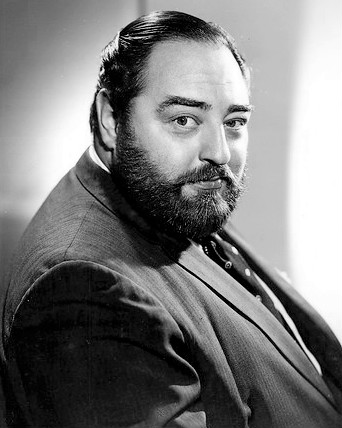
Sebastian Cabot en 1964.

Sterling Holloway, un habitué des studios Disney prête sa voix au serpent Kaa et, grâce à une chanson ingénieuse des frères Sherman, le cheveu sur la langue de Kaa est mis en valeur. La chanson Aie confiance est basée sur Land of Sand, une mélodie non utilisée de Mary Poppins (1964),,.
Pour Mowgli, le premier acteur choisi est David Bailey mais sa voix mue durant la production et perd ainsi l'innocence recherchée par les producteurs. Wolfgang Reitherman propose alors l'un de ses fils, Bruce, qui vient d'enregistrer la voix de Christopher Robin pour Winnie l'ourson et l'Arbre à miel (1966). Il obtient le rôle et est utilisé pour le film en prise de vue réelle servant de guide aux animateurs,. La jeune actrice Darlene Carr, qui chantonne dans le studio durant la production de Rentrez chez vous, les singes ! (1967), est remarquée par les frères Sherman qui lui proposent d'enregistrer une version de démonstration de la chanson My Own Home de Shanti. Sa prestation impressionne Walt Disney qui la prend pour le rôle de la jeune fille.

#### Mowgli, Baloo et Bagheera

Bagheera est une panthère noire.

Le personnage de Mowgli est un enfant différent de ceux des précédentes productions de Disney, il est acteur et non suiveur ou adjuvant. Il est conçu par le studio comme un jeune enfant déterminé, au point de réussir à survivre dans la jungle, mais qui se lie d'amitié trop facilement et n'arrive pas à savoir à quelle espèce il appartient. C'est un jeune garçon tenace âgé de 7 à 12 ans, un jeune Tarzan s'il parvient à survivre. Durant le film, il est successivement un loup, une panthère, un éléphant, un ours, un singe et un vautour, liste à laquelle on doit ajouter le serpent de par l'action hypnotique de Kaa, chacune des espèces étant honorablement crédible selon Grant. Mowgli est principalement animé par Ollie Johnston qui en a fait l'épitomé du jeune garçon de cet âge sauf à la fin du film où il semble entamer le passage vers l'adolescence, subjugué par une jeune fille. Cette jeune fille est présente uniquement à la fin du film et porte une marque rouge sur le front, un bindi ce qui l'apparente aux hindou. Elle possède de larges pupilles entourées d'un iris mat et sombre afin de lui donner l'aspect des yeux de l'Inde et un trait de séduction.
Bagheera est, selon Grant, le personnage central du film, servant de narrateur, présentateur et apparaissant le plus souvent au long du film. C'est une panthère noir-mauve sophistiquée, « vieille école » ou « très British » malgré un accent américain en version originale. Pour Thomas et Johnston, le personnage de Bagheera est sage, méthodique, pointilleux au point d'en être ennuyeux, insipide. Grant considère l'animation de Bagheera comme brillante. Il cite cependant Mickael Barrier qui trouve lui aussi les mouvements de la panthère très réalistes mais ajoute que, comme aucune scène ne requiert ce type de mouvements, ils donnent l'impression d'être des exercices académiques. Grant répond à Barrier qu'il est étrange de critiquer Disney sur le fait de dessiner une panthère comme une vraie panthère. La principale relation qu'entretient l'animal est avec Mowgli. Bagheera présente un bon fond, sauvant Mowgli à plusieurs reprises mais se plaint de devoir le faire celui-ci d'ailleurs peut se montrer irresponsable comme quand il abandonne Mowgli dans la jungle après une dispute, et le pousse à grandir, à vivre sa propre vie, comme dans la scène finale. Patrick Murphy va plus loin et fait de Bagheera la force sauvant la vie de Mowgli.
Baloo ne doit à l'origine faire qu'une brève apparition dans le film mais l'animateur Ollie Johnston responsable du personnage considère le travail de doublage de Phil Harris si fascinant qu'il développe le personnage. D'après Wolfgang Reitherman, il est initialement conçu en prenant pour modèle l'acteur Wallace Beery. Le résultat est que Baloo est devenu la vedette du film dépassant Bagheera dont le rôle est plus essentiel à l'histoire. Baloo est un ours gris-bleu bien en chair ayant adopté la vie facile comme credo. Malgré ce caractère critiqué par la panthère, Baloo prouve qu'il est un vrai ami de Mowgli en prenant la défense de l'enfant face au tigre Shere Khan. La scène principale de Baloo est sa première apparition, sur la chanson Il en faut peu pour être heureux, dans laquelle son credo est à la fois expliqué mais aussi mis en œuvre. La gaîté et la spontanéité de la séquence en font, selon Grant, un moment de joie à regarder. La séquence Être un homme comme vous, avec le Roi Louie, Mowgli et de la musique jazzy, s'en approche mais démontre, pour Grant, qu'il n'est pas possible de reproduire une alchimie deux fois dans le même film.
Les noms de Baloo, Bagheera et Hathi signifient respectivement ours, panthère et éléphant en hindi,. Pour Robert Tienman, le trio Mowgli, Baloo et Bagheera est l'utilisation d'un schéma classique du genre cinématographique, la relation entre trois amis, à l'instar de Mickey Mouse, Donald Duck et Dingo ou Bambi, Panpan et Fleur dans Bambi (1942). La scène où Baloo inculque à Mowgli ses préceptes dans la vie en chanson est une technique régulièrement utilisée par le studio Disney pour raconter de manière non visuelle, graphique, des histoires parfois complexes. On la retrouve par exemple dans Mélodie du Sud (1946).

#### Loups et éléphants

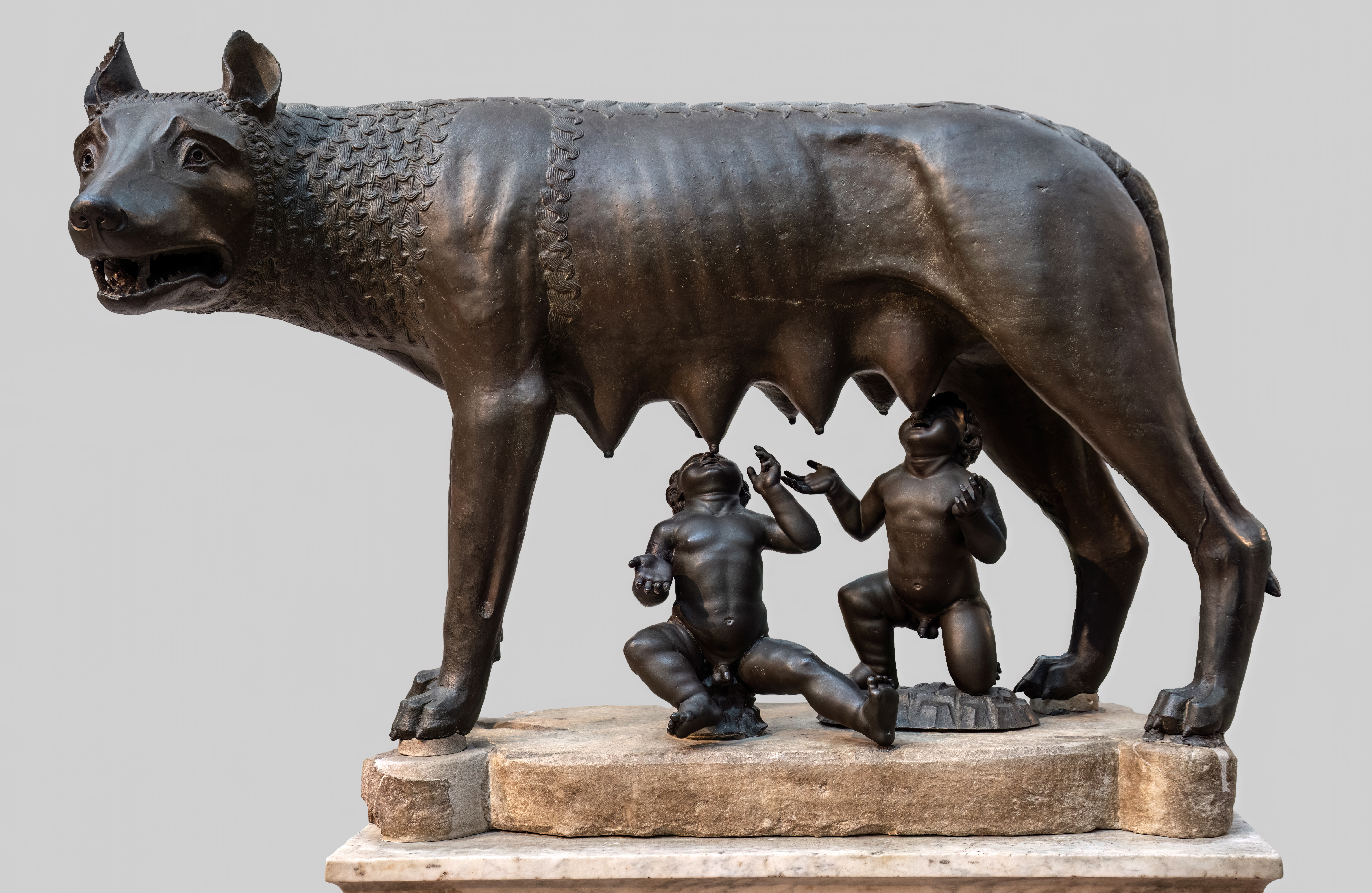
L'enfance de Mowgli parmi les loups est inspirée par la légende romaine de Romulus et Rémus, nourris par une louve.

Les loups apparaissent au début de l'histoire pour expliquer l'enfance de Mowgli mais ne participent pas vraiment à la suite. Grant rattache leur présence au mythe romain de Romulus et Rémus. Seulement deux loups sont nommés, Rama père adoptif de Mowgli et Akela, le chef de meute.
Les éléphants, animés par John Lounsbery sont eux plus développés, à l'image de leur chef. Hathi est crédité du grade de « colonel » de la « 5e brigade de pachyderme de sa majesté ». Les éléphants sont une satire de l'Empire britannique. Hathi est accompagné de sa femme Winifred et de leur fils Junior. Hathi, un bavard prétentieux selon une idée de Ken Anderson, se targue d'être un éléphant qui n'oublie jamais rien, mais il démontre avoir des pertes de mémoire régulières. Pour Thomas et Johnston, c'est un oublié de l'empire colonial. Verna Felton qui prête sa voix à Winifred fait aussi celle de la plus vieille éléphante dans Dumbo. Pour Junior, l'équipe de Disney évite le piège de reproduire Dumbo et, à la place, crée un personnage à part, joyeux, adulé par son père et qui souhaite devenir comme lui, un colonel. Les autres éléphants sont presque tous anonymes à part le lieutenant à la chevelure non conforme, Bugler le clairon, Slob le plus gourmand et le plus débraillé. Graphiquement les éléphants reprennent les travaux d'Heinrich Kley déjà utilisés comme support pour Dumbo (1941) et la séquence Danse des heures de Fantasia (1940). Koenig note que, durant l'inspection des troupes, un éléphant gris encore jamais vu apparaît plusieurs fois, en début de rangée, puis au milieu et vers la fin sans qu'on le voie bouger. On note également que sur les premiers plans de la patrouille, les éléphants marchent l'amble, qui est leur façon naturelle de marcher, mais que dans les plans suivants, ce n'est plus le cas.

#### Roi Louie

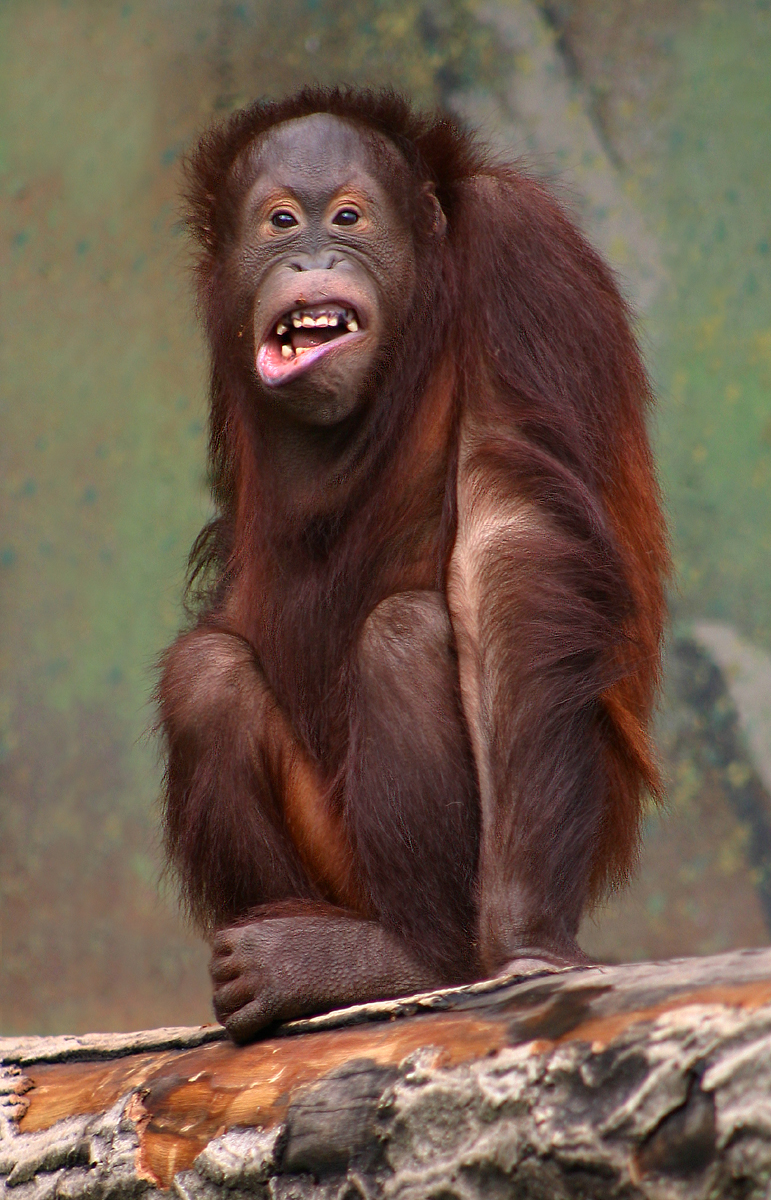
Le Roi Louie est un orang-outan qui rêve d'être un homme.

Le Roi Louie n'existe pas dans l'œuvre originale de Rudyard Kipling (les singes, les Bandar-Log, n'ont pas de chef, et lorsqu'ils enlèvent Mowgli, ils le nomment roi). Dans les premières versions, le chef des singes est bourru, morose, grossier et incapable de discuter. Durant le développement, il s'avère qu'une séquence musicale serait mieux pour présenter les singes et leur chef. La décision de choisir Louis Prima comme voix du Roi Louie étant prise, l'ensemble de la scène musicale s'inspire alors directement de Prima et de son orchestre qui « bougent sur scène comme les singes de la scène du film ». Le groupe enregistre ainsi un morceau pour convaincre Walt Disney : on peut parler, selon Grant, d'une audition, et c'est à partir de cela que les animateurs dessinent la scène avec les singes. Hollis et Ehrbar évoquent qu'un extrait du spectacle de Prima à Vegas se jouait dans un des studios de tournages.
Durant cette période de développement, Prima appelle régulièrement depuis le lac Tahoe où il joue avec son orchestre pour s'enquérir de l'évolution du personnage. Prima propose aussi une scène où le Roi Louie meurt persuadé de pouvoir la jouer de façon exceptionnelle. L'animation de la séquence musicale avec les singes est supervisée par Kahl et Thomas tandis que la scène de danse avec Baloo est confiée à John Lounsbery. Le personnage conçu par Disney est un orang-outan au ventre rebondi et un chef motivé par l'ambition de devenir un homme, ce qui passe, selon lui, par la maîtrise du feu, dont il est persuadé que Mowgli connaît le secret. Un autre trait de son personnage est le scat, forme vocale du jazz, fournie par Louis Prima en version originale. Pour Grant, le Roi Louie serait un humain distribuant des cigares comme signe d'amitié, ce qu'il fait en tant que singe avec des bananes mais son caractère et ses motivations n'en font pas un réel méchant. Les autres singes ne sont pas nommés bien que quelques-uns aient des personnalités distinctes.

#### Kaa

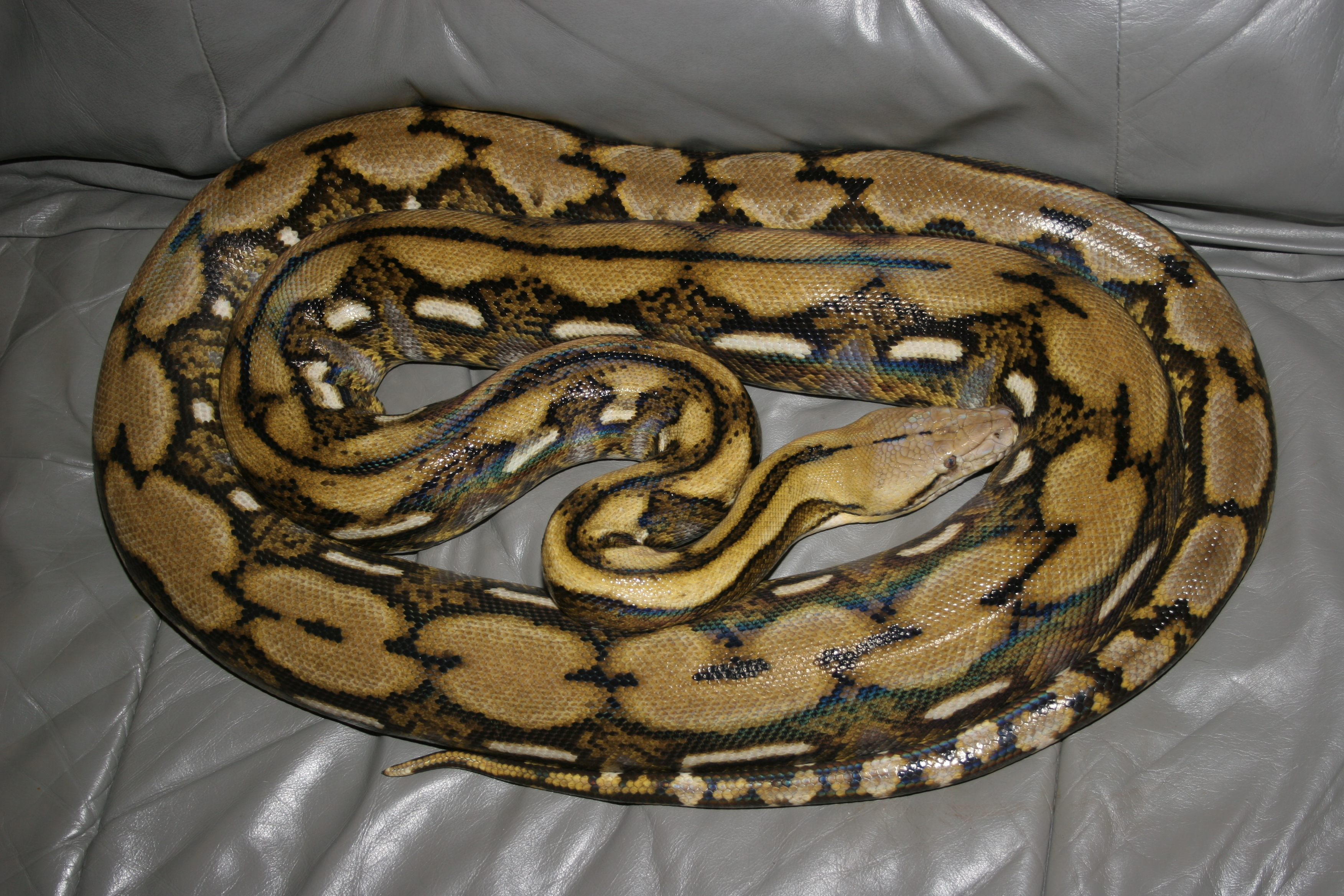
Kaa est un python réticulé qui tente d'hypnotiser et d'étouffer Mowgli.

Le studio Disney fait rarement usage de serpents hormis dans le documentaire Le Désert vivant (1953). Thomas et Johnston recensent aussi L'Arche de Noé (1959) et Birds in the Spring (1933). Durant la conception du scénario du Livre de la jungle, il apparaît que c'est la relation entre Mowgli et les animaux qui peut être le moteur de l'animation. Le scénario de Bill Peet évoque Kaa comme un serpent profitant de sa discussion avec Mowgli pour l'enserrer dans ses anneaux. Ce n'est qu'après plusieurs réunions de développement de l'histoire que le concept d'une attaque de Kaa sur Mowgli pendant la discussion entre Bagheera et Mowgli émerge. En raison de la longueur du serpent, définie par Peet, Kaa est un python réticulé. Le personnage, qui ne devait apparaître que dans une seule scène, a été repris pour une seconde. L'animation du reptile est supervisée par Thomas et Kahl.
Le choix de cette scène effectué, une partie des animateurs s'attèle à dessiner le serpent plus précisément et se confronte à plusieurs points difficiles. Thomas et Johnston énumèrent les points suivants : la tête du serpent est le prolongement du corps, les yeux ne clignent pas, les mouvements sont glissants et la langue est fourchue. Les animateurs craignent alors que le personnage soit trop fou, pas assez menaçant tout en étant moins repoussant. Ils prennent la décision de chercher une voix pour orienter et peut-être corriger le personnage. Huit acteurs s'essayent au rôle sans succès et c'est la tentative suivante qui est la bonne.
La voix originale est celle de Sterling Holloway,, acteur plus habitué à des personnages de souris. Grant considère le choix d'Holloway comme un coup de génie et l'acteur, dont c'est l'un des premiers rôles de méchant, se surpasse dans le doublage. Pour Thomas et Johnston, Holloway permet de donner vie au personnage conçu par le studio. Le personnage est sinistre, hypnotique et hypocondriaque, se plaignant de ses sinus, mais sa voix est l'élément le plus effrayant de sa personnalité. L'hypnose est sa principale arme et, d'après l'histoire originale, il est âgé de plus de 100 ans et encore jeune. Il est aussi sinistre que divertissant avec une incapacité à garder la bouche close. L'aspect physique du serpent est même l'objet de plusieurs gags avec, par exemple, le nœud à sa queue ou sa tête percutant chaque branche lors d'une chute. Cette idée de serpent bloqué par un nœud avait déjà été utilisée dans le court métrage Birds in the Spring (1933) des Silly Symphonies, de même que l'hypnose. D'après Thomas et Johnston, l'utilisation de Sterling Holloway a permis de transformer une scène de rencontre avec un personnage mineur en une scène de plus en plus drôle. La scène aurait pu être plus longue car les frères Sherman avaient composé un chorus avec des paroles de menace plus explicites. Reitherman préfère ne pas l'inclure pour ne pas ralentir le film.
Un autre point difficile est le choix de la peau de Kaa, rayures ou larges taches et comment gérer les anneaux se serrant à des vitesses différentes sans trop dépasser le budget. Thomas et Johnston notent que les animateurs dont ils font partie ont raté la bouche du serpent car aucun n'a un intérieur de bouche rose, une erreur dans le choix des couleurs due à l'habitude d'utiliser cette couleur pour les autres personnages.
Thomas et Johnston évoquent une anecdote durant la production du film. L'assistante chargée de leur donner leur salaire hebdomadaire avait peur des serpents et refusait de venir les payer tant que des esquisses de Kaa étaient affichées aux murs. Elle restait dans le couloir le plus loin possible de la porte et, bien que les animateurs aient envisagé de l'utiliser pour vérifier les effets de leurs dessins sur les personnes souffrant de phobie des reptiles, elle refusa même d'aller voir le film une fois achevé. L'assistant réalisateur Danny Alguire propose à la place une de ses amies du Texas qui a peur des serpents pour passer le test. Sans être informée, elle regarde un extrait du film avec Kaa et n'a pas peur, permettant aux animateurs de poursuivre leur travail.

#### Shere Khan

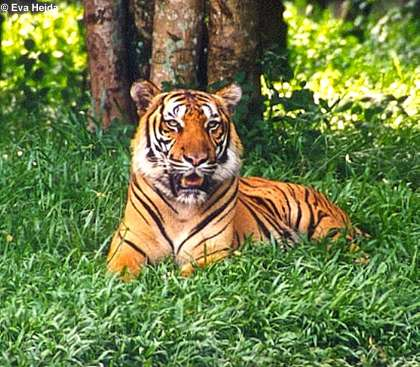
Shere Khan, principal ennemi du film, est un tigre du Bengale craint dans toute la jungle.

John Grant indique qu'il y a une pénurie de tigres chez Disney, dans les plus anciennes productions, en raison de la difficulté à animer leurs rayures. Mais, après la réalisation des 101 Dalmatiens (1961) et des 6 469 952 taches de dalmatiens qu'il compte, grâce à la xérographie, l'animation d'un tigre est devenue une tâche moins insurmontable. Milt Kahl est l'animateur qui se charge de Shere Khan,, tandis que Bill Peet conçoit le personnage comme physiquement fort, agile et doué mais sans être mauvais garçon. Milt Kahl, fort de son expérience dans l'animation d'animaux, réussit à utiliser les rayures du tigre comme base de son mouvement et non comme simple décoration.
Le nom original de l'animal est celui d'un prince pachtoune rencontré par Kipling en Afghanistan, Shere Khan Nasher. La personnalité du tigre est essentiellement basée sur la suavité de George Sanders qui lui prête sa voix, selon une décision de Ken Anderson. Pour John Grant, Shere Khan n'est pas un méchant absolu, c'est un Lord Peter Wimsey suspecté de meurtre par la population locale mais que l'on sait innocent et il s'étonne que la méchanceté du personnage n'ait pas été plus développée par Disney. Pour Thomas et Johnston, il possède une intelligence rappelant Basil Rathbone et une forme d'arrogance ajoutées par Ken Anderson,,. À la demande de Walt Disney, les animateurs évitent de créer un nouveau tigre menaçant,, un méchant comme le studio avait toujours fait auparavant, grognant et bavant. C'est en regardant l'adaptation d'une œuvre d'Ernest Hemingway, À bout portant (1964), qu'ils trouvent la solution. Ils créent un tigre avec une confiance en lui, une assurance terrifiante, un personnage fort et puissant craint dans toute la jungle. Il ressemble à un empereur romain ou un roi médiéval qui reçoit comme un dû son autorité mais, dans le cas de Shere Khan, il n'a pas peur des assassins ou des complots.
Thomas et Johnston notent qu'il est rare que des méchants se rencontrent, comme c'est le cas ici entre Shere Khan et Kaa et leur affrontement se termine par un statu quo.

#### Les vautours

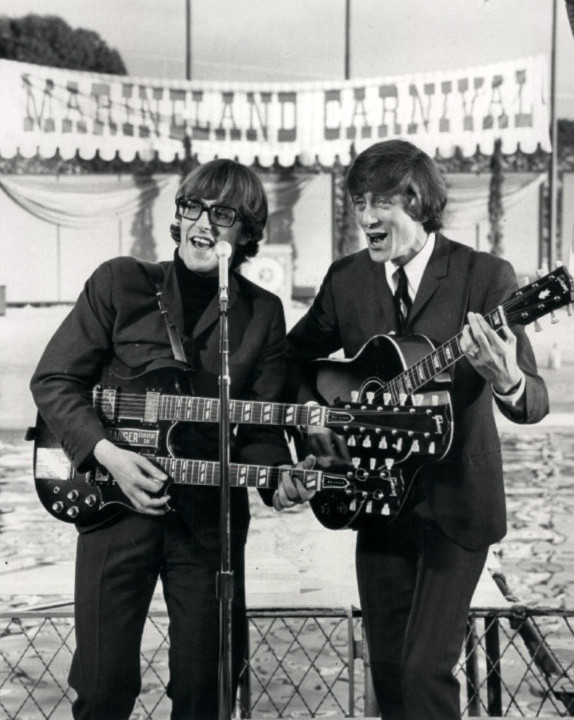
Chad Stuart et Jeremy Clyde en 1966.

Pierre Lambert considère que les quatre vautours animés par Eric Larson sont les proches cousins des corbeaux créés par Ward Kimball pour Dumbo (1941). Pinsky les trouve semblables, exception faite de l'accent anglais. Mais Grant trouve leur comparaison difficile, même si ce sont tous des charognards, qu'ils apparaissent vers la fin du film pour se moquer du héros et qu'ils sont caractérisés par leur accent, américain pour les corbeaux et anglais pour les vautours.
Le groupe britannique The Beatles a été approché pour prêter leurs voix aux vautours. John Lennon aurait refusé en mettant en avant un conflit d'agenda pour expliquer ce refus. D'après une interview du réalisateur, les Beatles auraient donné leurs voix aux quatre oiseaux nécrophages et possiblement chantés la chanson That's What Friends Are For dans un style Rock 'n' roll au lieu du Barbershop finalement retenu. Dans la version finale, deux des oiseaux ont conservés l'accent anglais et la coiffure des musiciens. Grant ne parvient pas à identifier précisément les accents anglais des vautours inspirés par les Beatles,,,. Buzzie est londonien tandis que Dizzy possède un accent plus international fourni par Lord Tim Hudson et non Ringo Starr. Ziggy et Flaps sont moins caractérisés que les deux autres vautours mais ils contribuent tous à la définition d'un groupe qui, comme les corbeaux de Dumbo, ne peut être dissocié. La ressemblance avec les Beatles est à la fois vocale et physique mais réside aussi dans le texte qui rappelle un dialogue de leurs films où l'on assiste, selon Grant, à une conversation d'étudiants non mariés, possiblement A Hard Day's Night (1964). Grant ajoute que ce type de jeunes est souvent considéré comme indésirable et qu'on ne s'arrête pas pour leur parler. La voix originale de Flaps est celle de Chad Stuart du duo Chad & Jeremy, l'un des nombreux groupes de la British Invasion.
Un rhinocéros nommé Rocky devait accompagner les vautours et sa voix devait être celle de Frank Fontaine (en) mais le personnage est supprimé à la demande de Walt Disney en raison de l'action très chargée entre les singes et les vautours.

## Sortie et accueil
Le film Le Livre de la jungle sort en octobre 1967, presque exactement 30 ans après le premier long métrage de Disney, Blanche-Neige et les Sept Nains (1937) et 10 mois après la mort de Walt Disney. La première a lieu au Grauman's Chinese Theatre le 18 octobre 1967. Il est diffusé dans certaines salles conjointement avec le documentaire animalier Charlie, le couguar,. Il récolte 13 millions d'USD à sa sortie aux États-Unis et, à la fin de l'année 1967, il atteint la quatrième position des films les plus rentables de l'année.
Les critiques à la sortie du film sont frappantes et souvent hautes en couleur, car comme le rappelle Leonard Maltin, le film est sorti 10 mois après le décès de Walt Disney. Le magazine Time, à l'enthousiasme souvent réservé vis-à-vis des projets de Disney, écrit que le film n'a que peu à voir avec le livre de Kipling mais que le résultat est très agréable en raison des animaux présentés sans entrave et l'habilité de Disney à être enfantin sans être puéril. Pour le magazine, ce film est la plus plaisante façon de se remémorer Walt Disney. Howard Thompson du New York Times conseille le film aux dandies car c'est un plaisir pour tous les âges,. Pour Richard Schickel du magazine Life, c'est le meilleur film depuis Dumbo (1941).
Variety, souvent favorable à Disney, indique que le développement du scénario est modéré, les dangers potentiels ne sont que suggérés et qu'il y a un optimiste prédominant dès le début au point que le public suivra comme une marionnette au moment voulu. Les résultats du film le classent sixième dans le classement de Variety. Judith Crist du New York Herald Tribune écrit que le film  est complètement dénué d'atmosphère et le classe parmi les dessins animés médiocres et de qualité moyenne.
Le succès du film et la mort de Walt Disney font envisager aux responsables du studio un projet de suite, idée toujours rejetée par Walt. Plusieurs chansons sont composées par, entre autres Terry Gilkyson, Floyd Huddleston et les frères Sherman, et enregistrées par Phil Harris et Louis Prima. Elles ont été éditées sur un disque intitulé More Jungle Book, publié en 1968. Ce succès a aussi permis de relancer d'autres productions comme Les Aristochats (1970) en utilisant le même principe de personnages inspirés des acteurs vocaux.
Eric Smoodin indique que Le Livre de la jungle, au même titre que Fantasia (1940), fait partie des films Disney ayant une programmation régulière de ressorties au cinéma. Dans les années 1980, avec l'émergence du support vidéo, le planning Disney évolue vers un système de ressorties régulières programmées sur de courtes fenêtres espacées de périodes de pénurie artificielle, la ressortie permettant de combler le manque. Le film ressort au cinéma aux États-Unis en 1979, 1984 et 1990 ainsi qu'en Europe durant les années 1980.
Les sommes récoltées par ces sorties, ajustées selon l'inflation seraient de 141 millions d'USD aux États-Unis et 205 millions d'USD à l'international, plaçant le film en 2011 à la 29e position des films américains les plus rentables. La ressortie en Allemagne en 1979 établit un record récoltant plus que Star Wars.
En 1991, Le Livre de la jungle est édité sur support VHS aux États-Unis dans la collection Walt Disney Classics et, à nouveau en 1997, pour le 30e anniversaire du film dans la collection Walt Disney Masterpiece. En 1999, Buena Vista Home Entertainment édite une version sur support DVD. En octobre 2007, pour le 40e anniversaire, une édition collector sur 2 DVD est publiée par Disney. Cette sortie est accompagnée d'une exposition de 18 jours au El Capitan Theatre à Los Angeles du 7 au 23 septembre 2007, une salle détenue par Disney. La veille, une soirée de gala avait lieu avec, entre autres, les frères Sherman ou les acteurs Bruce Reitherman, Darlene Carr et Chad Stuart.

## Analyse
Les productions cinématographiques Disney des années 1960 sont un commerce rentable avec de nombreux films en prise de vue réelle et occasionnellement des films d'animation impressionnants et agréables. À l'image des 101 Dalmatiens (1961), le film semble proposer un point de vue narratif à partir des animaux mais est en réalité centré sur les humains, du moins l'humain Mowgli. J. P. Telotte classe le film parmi les succès en animation des années 1960 pour le studio Disney qui devient l'une des majors grâce à ses productions en prise de vue réelle et télévisuelles. John Grant écrit que le film de Disney n'est certainement pas pour les fans de Kipling n'ayant que peu à voir avec les livres originaux hormis les noms des personnages. Les critiques britanniques se sont plaints du traitement de l'œuvre de Kipling, comme ils le font plus tard pour Winnie l'ourson. L'œuvre de Disney est en résumé « le Jazz qui rencontre la jungle ».

### Un film de qualité avec quelques défauts
Pour David Whitley, le film Le Livre de la jungle est différent des précédentes productions de Disney mais reprend des traits communs, ce que d'autres auteurs nomment la recette des Classiques Disney,. Whitley donne, comme exemple, le fait de prendre pour base un classique de la littérature enfantine, d'utiliser la tradition réaliste européenne du XIXe siècle ou l'image d'un livre qui s'ouvre au générique. L'avis de Leonard Maltin est que le film est « bien avec des chansons mémorables » mais « qu'il manque un petit quelque chose qui le rendrait spécial ». Maltin ajoute que le film est « sympathique, tranquille même trop décontracté ». Richard Schickel semble apprécier le grand nombre de gags, la gaieté et la simplicité du film ainsi que la présence d'animaux indiens bien que transformés pour avoir un aspect et un comportement compréhensible, voire familier pour les Américains. Patrick Murphy va jusqu'à écrire que les loups et les ours sont américains car ils ne sont pas présents en Inde mais Whitley rappelle qu'ils ont été exterminés durant la colonisation britannique, période durant laquelle se déroule l'histoire.
Jeff Kurtti considère que le succès du film est dû à la combinaison gagnante de personnages captivants, d'humour, de sentiments et de musique qui en font l'un des films d'animation de Disney les plus appréciés. Watts donne le film en exemple du « style Disney ». Pour Robin Allan, le film possède des personnages animaliers fortement anthropomorphes ; c'est un divertissement familial qui évoque le glorieux passé des studios Disney mais traduit aussi les qualités d'anthropomorphistes des artistes. L'énergie du film doit peu à l'œuvre originale et le spectateur retrouve en partie l'ancienne exubérance et le sens comique de Disney,. Grant pense que le problème vient de l'absence de vrais méchants dans le film : Kaa et le Roi Louie sont mauvais mais des bouffons, tandis que Shere Khan n'est pas assez présent pour devenir méchant. Allan décrit l'adaptation du film comme une saucisse dont on aurait conservé la peau et remplacé le contenu,. Brode écrit que le générique révèle l'équilibre précaire entre fidélité à l'œuvre originale et enthousiasme pour divertir le public. Pour Whitley, l'adaptation de Disney, motivée par un sentimentalisme populiste, est une réaction au style de Kipling, dont les histoires expriment les nombreuses vertus d'une supériorité assumée et déterminée de l'Empire britannique mais aussi une profonde anxiété face à la nature et à sa loi sous-jacente. Par rapport à l'œuvre originale, le film se situe dans un monde plus imaginaire, sans racine ni référence à un passé réel et aucun lieu n'a de nom.
Pierre Lambert écrit que le film manque d'unité au niveau du scénario et Schickel que c'est une collection de scènes tirées de l'histoire originale. Whitley écrit que le moteur du film est le problème de la survie de Mowgli et que ce thème dirige le scénario sous la forme d'une succession épisodique presque picaresque de problèmes de survie. Franklin Thomas et Ollie Johnston considèrent Le Livre de la jungle comme un nouveau film basé sur une série d'événements avec des anecdotes et des personnages mais sans trame complète. Thomas et Johnston ajoutent que c'est essentiellement l'histoire de la panthère Bagheera et de déboires avec le jeune Mowgli sur le chemin de retour au village des hommes. Les deux auteurs utilisent le film comme base pour expliquer dans leur bible de l'animation les concepts liés à l'expression des personnages comme la frénésie de Baloo pour se gratter ou sa nervosité quand Bagheera lui demande de conduire Mowgli au village des humains.
Pour Maltin, le film se rattrape grâce à l'animation avec des effets impressionnants dans la jungle comme les reflets sur l'eau ou le scintillement de la lune. Grant indique que l'animation dans Le Livre de la jungle est tout bonnement époustouflante mais que le point faible du film, ce qu'il trouve étrange quand on sait que Walt a participé à sa conception, est le scénario. Maltin considère que le film se rattrape aussi avec un excellent travail de conception des personnages démontrant l'essence de l'animation. Sur le plan graphique, le film possède, pour Allan, la vitalité présente dans les premiers courts métrages de Disney. Pour Grant, le spectateur est toujours en attente d'un élément devant survenir, et de nombreuses scènes semblent n'avoir pour but que de faire danser et chanter les personnages. Barrier compare les effets pyrotechniques et l'impact émotionnel de plusieurs productions Disney. Pour lui, la qualité technique est présente dans le film, mais l'émotion semble absente, tout le contraire de La Belle au bois dormant (1959). Pour Allan, le film, par sa succession de gags et aussi sa réutilisation du fond littéraire européen, est un retour aux sources pour le studio, le dernier élément qui ferme la boucle. Pour Koenig, la version finale du film a transformé le vieil ours sérieux de Kipling en un tuteur ni vieux ni sérieux et les rois de la jungle Hathi et Kaa en bouffons. Maltin remarque que la combinaison de l'œuvre de Kipling et du travail de Disney a fait venir les parents et les enfants au cinéma.

### Des personnages fortement liés aux acteurs vocaux
Pour Thomas et Johnston, Le Livre de la jungle est « le second film de Disney, après Blanche-Neige, à avoir des personnalités et des sentiments si dominants. » Sebastian Cabot et Phil Harris ont ainsi offert une grande épaisseur aux personnages. Allan ajoute que les personnages sont bien campés et très habilement animés, ils évoluent et interagissent de manière à la fois dramatique et comique. Eric Larson, animateur des vautours, explique « qu'une bonne voix est souvent un point de départ idéal pour créer un personnage. » Maltin, qui trouve que le film manque de quelque chose, écrit qu'il se rattrape par un beau travail sur la voix des personnages (Maltin évoque la version originale) qui grâce aux chanteurs et aux acteurs donne vie aux personnages. Pour Johnston et Thomas, la prestation d'Harris a ajouté de la sincérité à un personnage haut en couleur, de la chaleur, quelque chose dont le film avait besoin. Allan détaille les accents rencontrés qui vont de l'anglais parfait de George Sanders en Shere Khan, à celui de Liverpool des vautours ou l'américain de Phil Harris. Le film fait montre d'une internationalisation  avec une préférence pour l'orient.
Maltin évoque certains critiques qui ont argué que le studio n'avait pas cherché des acteurs proches du caractère des personnages mais avait utilisé la personnalité des acteurs pour modeler les personnages. D'après John Grant, les personnages ont été conçus avec comme base la personnalité des acteurs, premier film Disney dans ce cas mais « courant dans les autres studios où l'animation est moins sophistiquée ». Grant cite le réalisateur Wolfgang Reitherman : « Dans Le Livre de la jungle, nous avons essayé d'intégrer la personnalité des acteurs aux personnages, et nous sommes parvenus à quelque chose de totalement différent [du travail de personnalisation des précédentes productions Disney]. » Grant évoque ces mêmes critiques indéterminées qui ont critiqué le studio pour la fainéantise des animateurs en usant d'un procédé créatif plus « reposant ». Thomas et Johnston rappellent que dès Pinocchio en 1940, l'acteur donnant sa voix à Jiminy Crickett est Cliff Edwards, une vedette des années 1930, pour Grand Coquin c'est Walter Catlett et pour le Cocher c'est Charles Judels, deux importants acteurs de l'époque.
Selon Maltin, le problème concerne surtout Phil Harris interprétant Baloo et qui reprend plus ou moins le même jeu d'acteur avec Thomas O'Malley dans Les Aristochats (1970) puis Petit Jean dans Robin des Bois (1973). Pour Charles Salomon, ce point démontre que l'équipe Disney sans la présence de Walt réutilise les formules qui ont fonctionné. Salomon écrit aussi que Harris répète le même type de personnage. Michael Barrier remarque que « l'usage d'acteurs célèbres pour la voix des personnages a parfois abouti à des résultats riches et satisfaisants (par exemple Sanders en Shere Khan) mais souvent cela apporte une ressemblance involontaire entre le long métrage de Disney et les séries télévisées dont sont issues les acteurs la plupart du temps. » John Grant évoque aussi la levée de critiques à l'égard de Baloo-Phil Harris née principalement après la sortie de Robin des Bois et la considère sans intérêt car le personnage est une importante création cinématographique agréable à regarder. Grant ajoute en 1993 que le studio a fait machine arrière dans ces dernières productions (à l'époque) hormis quelques exceptions comme Ratigan dans Basil, détective privé (1989) basé sur Vincent Price. Toutefois, les propos de Grant sont nuancés par l'utilisation de vedettes chez Disney pour le graphisme ou la personnalité des rôles-titres d’Aladdin (1992) ou de Pocahontas (1995) ainsi que les productions de Pixar comme Toy Story (1995). Robin Williams a ainsi interprété le Génie d'Aladdin et influencé son caractère, Mel Gibson a servi de modèle physique et prêté sa voix à Jon Smith dans Pocahontas tandis que Tom Hanks et Tim Allen donnent respectivement leurs voix et leurs personnalités à Woody et Buzz l'éclair dans Toy Story.

### Véhicule de stéréotypes
Douglas Brode énumère de nombreux thèmes et références utilisés par Disney dans cette adaptation de l'histoire de Kipling, beaucoup ajoutés par le studio. Whitley note que le film est beaucoup plus ludique que le livre plus philosophique de Kipling. Brode liste ces éléments mais ne développe pas de critique spécifique envers le studio. Le premier thème évoqué est celui du jeune enfant élevé par des loups, récurrent chez Disney qui l'avait déjà traité dans sa version américaine avec Pecos Bill (1948). Brode voit ainsi une référence à Moïse et donc à la religion dans la découverte de Mowgli dans les buissons. Un autre thème est le fait que ce soit une louve qui accepte en premier le jeune enfant, une preuve de l'adoration de Disney pour les mères. Brode considère aussi que Disney développe un refus de simplification des espèces dans le fait que le mentor Bagheera et le méchant Shere Khan soient des félins. Pinsky trouve une autre référence à la Bible quand Bagheera console Mowgli, citant Jésus parlant à Jean (Évangile selon Jean 15:13) : « Il n’y a pas de plus grand amour que de donner sa vie pour ses amis. »
Brode ajoute que la représentation des loups est plus positive chez Disney que dans l'acceptation populaire, comme souvent dans les documentaires du studio. Les loups fonctionnent presque démocratiquement, un aspect de la communauté apprécié par Disney. Un autre thème souvent abordé par Disney est l'acceptation identitaire aussi présent dans Le Vilain Petit Canard (1931) ou Lueur dans la forêt (1958). De même que le retour dans la forêt ou la nature pour accepter son rôle dans la société comme dans Blanche-Neige et les Sept Nains (1937) ou Rox et Rouky (1981). Whitley indique que le scénario avec un enfant seul dans la nature est très prisé par les Occidentaux, par exemple Tarzan ou Le Jardin secret de Frances Hodgson Burnett.
Le film fait même un clin d'œil au darwinisme quand Louie appelle Mowgli son cousin. Darwin avait aussi été utilisé dans Fantasia (1940). Pour Whitley le film est proche d'une fable car il ne montre aucun des éléments de la survie comme la chasse avec les loups et se concentre au contraire sur la recherche identitaire du jeune garçon. Whitley poursuit en écrivant que le film répond à la demande du public de pouvoir s'identifier aux animaux, un effet miroir du désir de l'homme d'être à l'unisson avec la nature. Mowgli se comporte avec les animaux comme avec d'énormes peluches.
Brode évoque aussi les thèmes du féminisme avec la femme du Colonel Hathi, l'écart de génération avec le fils du même colonel. Marc Pinsky rappelle que Kipling est le chantre de l'impérialisme britannique et héraut du colonialisme, mais note que cette facette de l'œuvre a été excisée par Disney.
Miller et Rode écrivent que Le Livre de la Jungle, principalement en raison du texte original de Kipling, est un conte initiatique occidental, une histoire de rite de passage, rappelant Romulus et Rémus avec les loups, ou la relation Prince Hal - Falstaff dans Henri IV de Shakespeare pour la relation entre Mowgli et Shere Khan,. Pinsky évoque Shickel qui déclare qu'à la fin des années 1960, les valeurs traditionnelles sont chamboulées et que les Américains cherchent chez Disney une forme de réconfort. Le film fait aussi une critique de l'Empire britannique avec la patrouille des éléphants ou de la classe moyenne britannique des années 1960 avec les vautours.
Mais à l'inverse de Brode, de nombreux auteurs associent ces thèmes ou éléments à des stéréotypes. Brode cite Jacqueline Maloney qui place Mowgli, pour elle un jeune anglo-américain, dans une foule d'orangs-outans qui ressemblent à des Afro-Américains. Brode conteste en rappelant que Mowgli est indien mais qu'il est assez anglicisé pour que les jeunes Américains puissent voir en lui le premier héros de couleur.

#### Critiques raciales
Patrick Murphy indique que la conceptualisation du film est dominée par la dichotomie Homme/Nature. Elle est soulignée dans le film par plusieurs personnages comme Bagheera, le conseil des Loups, les éléphants ou les singes. Pour David Whitley, Mowgli est un animal d'une espèce indéterminée. Murphy écrit aussi que les singes expriment une forme de racisme envers les hommes et Mowgli en particulier, ce qui les mène à le kidnapper. Les éléphants ne sont pas en reste et la plupart refusent de charger l'enfant. Dans la version originale Baloo est qualifié de « jungle Bum », un « clochard de la jungle », un terme qui évoque selon Miller et Rode les préjugés racistes et de lutte des classes. Pinsky précise que si Disney avait utilisé un acteur noir pour Baloo et non Phil Harris, un Américain du sud des États-Unis, les propos de Bagheera à son encontre auraient été censurés.
La majorité des critiques sur les stéréotypes raciaux est présente dans la biographie de Walt Disney par Marc Eliot publiée en 1993 et de nombreux auteurs reprennent ces propos dont Susan Miller et Greg Rode. Eliot associe les films Mélodie du Sud (1946) et Le Livre de la jungle pour dénoncer « les notions de genre, race et classe propagées au-delà des stéréotypes » par Walt Disney,. Whitley indique que Le Livre de la jungle, et plus tard Le Roi lion (1994) et Tarzan (1999), utilisent des lieux exotiques et des timbres vocaux pour avoir des accents culturels et raciaux fortement différentiés. Eliott liste aussi plusieurs films dont Le Livre de la jungle et Les 101 Dalmatiens pour leur présentation stéréotypée de la femme. Miller et Rode rebondissent sur les propos d'Eliot pour analyser l'impact de ces films. Cette analyse rhétorique est culturellement orientée et offre plusieurs résultats plausibles dont l'un est que le public est multiple et partagé avec souvent, non pas des adultes ou des enfants, mais la notion « d'enfant en soi ». Miller et Rode constatent que l'interprétation stéréotypée de Mélodie du Sud et du Livre de la jungle est avant tout une question de culture, centrée autour des formations culturelles, d'organisations sociales partageant des valeurs, une compréhension et un développement communs du langage.
Le stéréotype racial est essentiellement présent dans la scène du royaume des singes bâti sur les ruines d'une société primitive désormais disparue. Miller et Rode font un parallèle entre le Roi Louie « voulant être comme vous » chanté par un chanteur de jazz et la condition des Afro-Américains. Dans cette optique, la phrase « un singe peut aussi apprendre à être humain » prend donc un autre sens. Jay Bogar du Orlando Sentinel confirme que les singes peuvent être des Afro-Américains dans une période troublée mais ne voit aucun racisme dans cette représentation. Brode rappelle que, malgré cette association entre Jazz et personnes de couleur, Louis Prima est un chanteur italo-américain de la Nouvelle-Orléans. Pinsky ajoute qu'aucun enfant ne songera à une dimension raciale en voyant le personnage du Roi Louie. Elizabeth Bell associe quant à elle l'image du Roi Louie au standard Disney pour les rois ; petits, gros, chauves et comiques ; comme le roi Hubert de La Belle au bois dormant (1959).
Depuis 2020, sur Disney+, le film est précédé d'un avertissement : Ce programme comprend des représentations datées et/ou un traitement négatif des personnes ou des cultures. Ces stéréotypes étaient déplacés à l'époque et le sont encore aujourd'hui.

#### Place de la femme
Pour certains critiques, la femme est aussi présentée selon des stéréotypes misogynes comme l'instinct maternel de la louve qui prend soin de Mowgli ou le charme de la jeune fille dans la scène finale, Miller et Rode mettant en cause le côté accidentel de la chute de la jarre. La figure de la femme est résumée à celle de la civilisation, par opposition au monde sauvage, à l'aspect maternel de la femme. Toutefois à l'inverse de Mélodie du Sud critiqué pour son racisme, Le Livre de la jungle avec ses nombreuses rencontres d'animaux est perçu comme une acceptation de la diversité et une succession de découvertes des compétences requises par un jeune garçon. Pour Lynda Haas, Elizabeth Bell et Laura Sells dans From Mouse to Mermaid, le film Le Livre de la jungle fait partie des six films de Disney dans lesquels la domination des femmes par l'homme et des humains sur la nature sont apparents, en lien avec les propos sur l'écoféminisme développés par Karen J. Warren. Les autres films sont Les 101 Dalmatiens (1961), Les Aventures de Bernard et Bianca (1977) et sa suite Bernard et Bianca au pays des kangourous (1990), La Petite Sirène (1989) et La Belle et la Bête (1991).
Sean Griffin va plus loin et, dans son étude de l'homosexualité chez Disney, évoque Shere Khan comme un être trop civilisé s'attaquant à un jeune enfant, après avoir évoqué le dandysme du Capitaine Crochet dans Peter Pan (1953) et du Prince Jean dans Robin des Bois (1973) et leur possible homosexualité. Griffin considère normal d'avoir un prédateur mâle avec un accent britannique saccadé dans le film car, pour lui, l'ensemble du film est une présentation de l'effondrement des conventions sociales à la fin des années 1960, l'homosexualité étant une façon de vivre différente de celle des années 1930. Whitley évoque aussi la prédation, mais celle par instinct des animaux sauvages les uns envers les autres.

#### Des messages toujours diffusés
Le Livre de la jungle et Mélodie du Sud ont tous deux été ressortis plusieurs fois au cinéma durant ce que Miller et Rode nomment l'ère post-Seconde Guerre mondiale et pré-vidéo. Pour eux, cette période aux États-Unis a permis à de nombreux parents d'aller voir des films au cinéma avec leurs enfants ou de les abandonner sans supervision dans le cinéma. Pinsky relativise l'impact des messages distillés par le film et écrit qu'avec l'histoire originale comme source et les années 1960, le film aurait pu être bien plus offensant et que grâce à la musique et aux acteurs il devient un divertissement mais aussi une réflexion sur la place de l'homme dans la nature.
Le Livre de la jungle a, par la suite, été édité sur support vidéo au contraire de Mélodie du Sud, ce qui permet de le voir à la maison. Les deux auteurs s'inquiètent du message contenu dans ces films que les enfants regardent sans surveillance et surtout sans explication. Pour eux, Le Livre de la jungle disperse des leçons non sollicitées et au jugement biaisé favorisant la division entre direction et employés, entre experts et ignorants des codes de classes. Ils associent la chanson Il en faut peu pour être heureux à un éloge de la « culture intermédiaire ».
Au début des années 1990, la sortie en vidéo cassette du film donne lieu à une campagne de publicité dans laquelle Disney annonce la sortie du film sur ce support et des extraits du film La Belle et la Bête (1991) alors en production. Pour Patrick Murphy, la politique menée par Jeffrey Katzenberg intervient alors que les films d'animation Disney doivent répondre au credo « plus le monde change, plus Disney reste le même ».

### Dernier film d'animation de Walt Disney
De nombreux auteurs rappellent que Le Livre de la jungle est le dernier long métrage d'animation auquel participe Walt Disney, chacun avec ses mots. Pour Bob Thomas c'est le dernier auquel il prend part, pour Douglas Brode et Pierre Lambert, le dernier supervisé avant sa mort,, pour John Grant et Jeff Kurtti, c'est le dernier supervisé en personne,, pour Leonard Maltin, il est le dernier marqué par l'empreinte personnelle de Walt et pour Richard Schickel, le dernier dans lequel Disney prend part personnellement à la supervision. Marc Pinsky cite Roy Edward Disney, neveu de Walt, dans une interview sur le DVD du film Le Livre de la jungle 2 (2003) : « Parce qu'il était présent presque jusqu'à la fin. Il a certainement influencé la majeure partie du film. »
Le Livre de la jungle est donc le dernier film supervisé par Walt Disney avant sa mort, le 15 décembre 1966,. Pour Pierre Lambert, avec la sortie du film et la mort de Walt Disney, « l'Âge d'or de l'animation Disney » prend fin. C'est également la dernière prestation de Verna Felton, qui avait prêté sa voix à de nombreux personnages depuis Cendrillon (1950). Schickel écrit que, durant la production du Livre de la jungle, Walt aurait déclaré en septembre 1966 ne pas être satisfait et se sentir trop vieux pour l'animation,,. Patrick Murphy considère le film comme un hommage approprié à l'homme Walt Disney et une preuve de la poursuite des valeurs et techniques qui ont défini sa grandeur. En raison des animateurs et autres artistes, pour la plupart des vétérans du studio, Allan écrit que c'est un film familial dans tous les sens du terme.
Pour Maltin, sans Walt Disney et une fois le champ de l'animation conquis, le studio ne savait plus vers où aller. Charles Salomon évoque une production inachevée de la fin des années 1970, intitulée Scruffy et dirigée pendant deux ans par Ken Anderson basée sur un macaque berbère de Gibraltar durant la Seconde Guerre mondiale. Mais le scénario était trop proche des précédentes productions avec un chef de macaque chantant parfait pour Phil Harris, une femelle macaque apprivoisée et choyée par ses maîtres prénommée Amélia qui se joint à la bande de Scruffy et menace de dissoudre le groupe, ressort de scénario déjà présent dans La Belle et le Clochard (1955) et Les Aristochats (1970). Le couple Scruffy et Amélia devait, après maintes péripéties avec un espion allemand et un général et son chien, devenir les parents adoptifs de jumeaux, ressort émotionnel présent dans Les 101 Dalmatiens (1961).
Pour Lambert, le studio entre dans une phase où les anciens films ressortent régulièrement jusqu'à l'émergence du support vidéo dans les années 1980 et de nouvelles productions. À l'inverse, pour Thomas et Johnston, la mort de Walt Disney et la sortie du Livre de jungle ont renouvelé l'intérêt pour l'animation chez de jeunes artistes et avec la création d'un programme de formation en raison de leurs nombreuses candidatures, l'avenir du studio et des personnages, héros et méchants, fut assuré. Comme l'écrit Salomon, le projet de Scruffy ne vit pas le jour mais la nouvelle génération d'artistes commençait à influencer le studio.

## Adaptations et produits dérivés

### Exploitation musicale
La musique du film a été éditée aux États-Unis sous plusieurs versions.
- En 1967, Disneyland Records édite Walt Disney Presents the Story and Songs of The Jungle Book, dans la collection Storyteller avec une narration par Dal McKennon (Bagheera) le reste provenant d'extraits du film[175],[176]. Elle comprend en plus des dialogues des musiques d'ambiance (instrumentales)[177]. Cette édition sortie la même année que le film est certifiée Or par la RIAA[175] et un Grammy Awards de la meilleure musique pour enfants[178].
- Une version « seconde distribution » a été éditée par Disneyland Records avec Sally Stevens[179].
- Une autre version plus courte avec moins de dialogues et avec des textes devant être racontés par les adultes a été éditée par Buena Vista Records[175]. C'est cette version qui a été rééditée en 1990 en CD par Walt Disney Records[175].
- Une troisième version intitulée Songs from Walt Disney’s The Jungle Book and other Jungle Favorites propose des versions plus jazz dont deux interprétées par Louis Prima[175].

D'autres chanteurs reprendront par la suite les chansons du film, dont Louis Armstrong qui enregistre The Bare Necessities à plusieurs reprises à partir de février 1968.
En 1990, après le succès de l'édition sur CD de la bande originale du film La Petite Sirène (1989), Walt Disney Records a entamé plusieurs ressorties de bandes originales en commençant par celle du Livre de la jungle.
En 1997, pour les trente ans du film en parallèle à une édition collector en DVD, la musique du film a fait l'objet d'une édition spéciale sortie le 17 octobre. Cette version reprend l'édition originale Walt Disney Presents the Story and Songs of The Jungle Book avec les chansons des frères Sherman, ajoute les compositions instrumentales de George Bruns, deux des chansons non utilisées de Gilkyson et un commentaire audio des frères Sherman.
Différentes éditions
| 1. | Trust in Me                     | Robert B. Sherman, Richard M. Sherman | Sterling Holloway (Kaa) |  |
| 2. | Colonel Hathi's March           | Robert B. Sherman, Richard M. Sherman | J. Pat O'Malley (Colonel Hathi), Verna Felton, chorus ("pachyderm chorus")                                                  |  |
| 3. | The Bare Necessities            | Terry Gilkyson                        | Phil Harris (Baloo), Bruce Reitherman (Mowgli)                                                                              |  |
| 4. | I Wan'na Be Like You            | Robert B. Sherman, Richard M. Sherman | Louis Prima (King Louie) and Phil Harris (Baloo)                                                                            |  |
| 5. | Colonel Hathi's March (reprise) | Robert B. Sherman, Richard M. Sherman | J. Pat O' Malley, Verna Felton and chorus                                                                                   |  |
| 6. | That's What Friends Are For     | Robert B. Sherman, Richard M. Sherman | J. Pat O'Malley, Chad Stuart, Lord Tim Hudson, Leo De Lyon (The Vultures), Bruce Reitherman (Mowgli), Bill Lee (Shere Khan) |  |
| 7. | My Own Home                     | Robert B. Sherman, Richard M. Sherman | Darlene Carr (Shanti) |  |
| 8. | The Bare Necessities (reprise)  | Terry Gilkyson                        | Phil Harris (Baloo) and Sebastian Cabot (Bagheera)                                                                          |  |

| 1. | Colonel Hathi's March       |                               |  |  |
| 2. | The Bare Necessities        | Gilkyson                      |  |  |
| 3. | I Wanna Be Like You         |                               |  |  |
| 4. | The Abba Dabba Honeymoon    | Arthur Fields, Walter Donovan |  |  |
| 5. | Trust In Me                 |                               |  |  |
| 6. | That's What Friends Are For |                               |  |  |
| 7. | My Own Home                 |                               |  |  |
| 8. | Civilization                | Bob Hilliard, Carl Sigman     |  |  |

| The Jungle Book (1997) | The Jungle Book (1997)                     | The Jungle Book (1997) | The Jungle Book (1997)                                                                 | The Jungle Book (1997) | The Jungle Book (1997) | The Jungle Book (1997) | The Jungle Book (1997) | The Jungle Book (1997) | The Jungle Book (1997) |
| No                     | Titre                                      | Auteur                 | Interprète                                                                             | Durée                  |                        |                        |                        |                        |                        |
| ---------------------- | ------------------------------------------ | ---------------------- | -------------------------------------------------------------------------------------- | ---------------------- | ---------------------- | ---------------------- | ---------------------- | ---------------------- | ---------------------- |
| 1.                     | Overture                                   | Bruns                  | (score)                                                                                | 2:43                   |                        |                        |                        |                        |                        |
| 2.                     | Baby                                       | Bruns                  | (score)                                                                                | 2:11                   |                        |                        |                        |                        |                        |
| 3.                     | Colonel Hathi's March (Elephant Song)      | Sherman, Sherman       | J. Pat O'Malley, Verna Felton, chorus                                                  | 2:32                   |                        |                        |                        |                        |                        |
| 4.                     | The Bare Necessities                       | Gilkyson               | Phil Harris, Bruce Reitherman                                                          | 4:51                   |                        |                        |                        |                        |                        |
| 5.                     | I Wan'na Be Like You (Monkey Song)         | Sherman, Sherman       | Louis Prima, Phil Harris                                                               | 4:39                   |                        |                        |                        |                        |                        |
| 6.                     | Monkey Chase                               | Bruns                  | (score)                                                                                | 1:06                   |                        |                        |                        |                        |                        |
| 7.                     | Tell Him                                   | Bruns                  | (score)                                                                                | 2:15                   |                        |                        |                        |                        |                        |
| 8.                     | Colonel Hathi's March (Reprise)            | Sherman, Sherman       | J. Pat O'Malley, Verna Felton, chorus                                                  | 2:00                   |                        |                        |                        |                        |                        |
| 9.                     | Jungle Beat                                | Bruns                  | (score)                                                                                | 1:22                   |                        |                        |                        |                        |                        |
| 10.                    | Trust in Me (Python's Song)                | Sherman, Sherman       | Sterling Holloway                                                                      | 2:50                   |                        |                        |                        |                        |                        |
| 11.                    | What'cha Wanna Do                          | Bruns                  | (score)                                                                                | 3:09                   |                        |                        |                        |                        |                        |
| 12.                    | That's What Friends Are For (Vulture Song) | Sherman, Sherman       | J. Pat O'Malley, Chad Stuart, Lord Tim Hudson, Digby Wolfe, Bruce Reitherman, Bill Lee | 2:06                   |                        |                        |                        |                        |                        |
| 13.                    | Tiger Fight                                | Bruns                  | (score)                                                                                | 2:44                   |                        |                        |                        |                        |                        |
| 14.                    | Poor Bear                                  | Bruns                  | (score)                                                                                | 1:08                   |                        |                        |                        |                        |                        |
| 15.                    | My Own Home (Jungle Book Theme)            | Sherman, Sherman       | Darlene Carr                                                                           | 3:32                   |                        |                        |                        |                        |                        |
| 16.                    | The Bare Necessities (Reprise)             | Gilkyson               | Phil Harris, Sebastian Cabot                                                           | 0:54                   |                        |                        |                        |                        |                        |
| 17.                    | Interview with the Sherman Brothers        |                        | Spoken interview with Robert E. and Richard Sherman                                    | 12:26                  |                        |                        |                        |                        |                        |
| 18.                    | Baloo's Blues                              | Sherman, Sherman       | Phil Harris                                                                            | 3:02                   |                        |                        |                        |                        |                        |
| 19.                    | It's a Kick                                | Sherman, Sherman       | Phil Harris                                                                            | 1:42                   |                        |                        |                        |                        |                        |
| 20.                    | Brother's All (Demo Recording)             | Gilkyson               | Gilkyson                                                                               | 3:41                   |                        |                        |                        |                        |                        |
| 21.                    | The Song of the Seeonee (Demo Recording)   | Gilkyson               | Gilkyson                                                                               | 2:27                   |                        |                        |                        |                        |                        |
| 62:28                  |                                            |                        |                                                                                        |                        |                        |                        |                        |                        |                        |

### Cinéma et télévision
Les studios Disney produisent un court métrage éducatif intitulé The Jungle Book : A Lesson in Accepting Change, édité en septembre 1981, et expliquant les façons de faire face aux changements d'amis ou d'environnements.
Un remake du film en prise de vue réelle a été réalisé par Stephen Sommers en 1994 et produit par Walt Disney Pictures Le Livre de la jungle. Il a été suivi en 1998 par une préquelle intitulée The Jungle Book: Mowgli's Story sortie directement en vidéo et réalisée par Nick Marck.
En animation télévisée, une série intitulée Super Baloo (TaleSpin) a été produite par le studio Disney et diffusée aux États-Unis sur Disney Channel entre le 5 mai 1990 et le 8 août 1991. Cette série ne fait que reprendre le personnage de Baloo et quelques personnages comme le Roi Louie et Shere Khan en les transposant dans un univers anthropomorphe. Baloo y est selon Grant une version plus urbanisée par rapport au film tandis que Shere Khan navigue dans la jungle du crime organisé.
Une seconde série d'animation Le Livre de la jungle, souvenirs d'enfance (Jungle Cubs, 1996-1998) est beaucoup plus proche du film mais se concentre sur la jeunesse des personnages animaliers du film.
Une suite au film d'animation, intitulée Le Livre de la jungle 2, a été produite par DisneyToon Studios en Australie et sortie en 2003.
Le 9 juillet 2013, Walt Disney Pictures annonce une adaptation en prise de vue réelle du film Le Livre de la jungle  (1967) en plus d'une comédie musicale présentée au Goodman Theatre de Chicago depuis juin 2013.

### Autres
En 1968, Gold Key Comics publie des one-shots inspiré du Livre de la Jungle, Baloo and the Little Britches et King Louie and Mowgli. Une adaptation en bande dessinée a été publié en juillet 1978 dans le magazine Walt Disney Showcase.
Une scène du spectacle Fantasmic!, dans la version de Disneyland en Californie débuté en 1992, comporte les animaux du film Le Livre de la jungle dont le serpent Kaa. La version des Disney's Hollywood Studios en Floride ne comporte pas cette scène remplacée par des personnages du film Le Roi lion (1994).
En 1994, Virgin Interactive édite un jeu vidéo inspiré du film sous la forme d'un jeu de plateforme 2D classique, Le Livre de la jungle pour Super Nintendo.

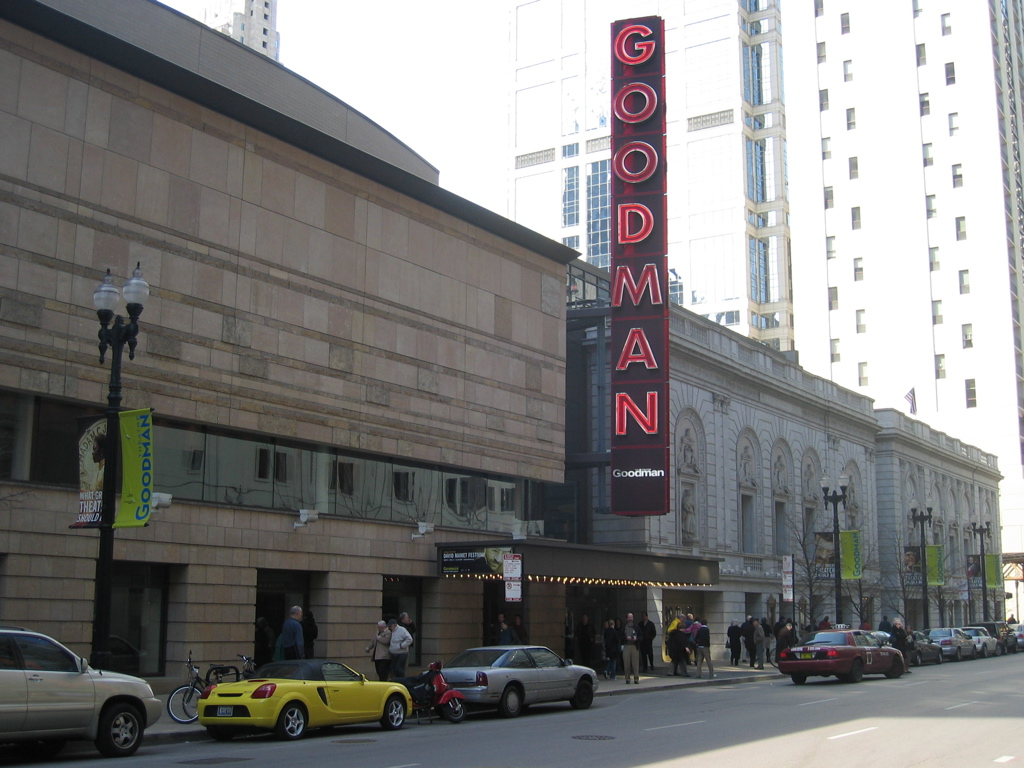
Les Harris and Selwyn Theaters du complexe Goodman Theatre à Chicago.

Le 24 avril 2013, la première d'une adaptation en comédie musicale du Livre de la jungle (1967) est annoncée pour le 21 juin 2013 par le Goodman Theatre de Chicago. Cette adaptation dirigée par Mary Zimmerman et autorisée par Walt Disney Theatrical Productions doit se jouer à Chicago jusqu'au 4 août puis du 7 septembre au 6 octobre 2013 à Boston.